# Catedral de Leão
A Catedral de Santa Maria de Regla de Leão é uma igreja católica, sé episcopal da Leão, dedicada à advogação de Nossa Senhora. Situa-se em Leão e foi o primeiro bem classificado como monumento nacional na Espanha, pela Real Ordem de 28 de agosto de 1844.
Iniciada em 1205, é uma das grandes obras da arquitetura gótica, de influência francesa. Conhecida como Pulchra Leonina, que significa "bela leonesa", encontra-se no Caminho de Santiago. O edifício leva ao extremo a "desmaterialização" da arte gótica, ou seja, a redução das paredes à sua mínima expressão para serem substituídas por cerca de 1 800 m² de vitrais coloridos, os quais constituem um dos maiores conjuntos de vitrais medievais do mundo.

## História

### Edifícios anteriores

#### Termas romanas
No local onde se ergue atualmente a catedral, a legião romana Legio VII Gemina construiu uma termas, cuja área era superior ao do edifício atual. Durante a grande restauração feita durante o século XIX foram descobertos os seus restos debaixo da catedral e em 1996 foram explorados outros vestígios junto à fachada sul. Pouco resta destas edificações anteriores, à parte de alguns vestígios de mosaicos, tégulas e outras cerâmicas, hoje em exposição no Museu da Catedral. Outros restos, como o hipocausto, permanecem debaixo da catedral.

#### Catedral primitiva
Durante a Reconquista cristã, as antigas termas romanas foram convertidas em palácio real. Em 916, o rei Ordonho II das Astúrias, que poucos meses antes tinha ocupado o trono do Reino de Leão, venceu os muçulmanos na  Batalha de San Esteban de Gormaz e como sinal de agradecimento a Deus pela vitória cedeu o seu palácio para ser construída a primeira catedral. Durante o episcopado do bispo Frumínio II, o palácio foi transformado numa igreja, que ficou sob a custódia de monges beneditinos. É provável que a estrutura desta igreja fosse similar a muitas outras durante o período moçárabe leonês. Seguindo a tradição cristã de enterrar nas igrejas aqueles que encarnavam a autoridade "vinda de Deus", aquela catedral simples viu-se rapidamente enriquecida com os restos mortais do rei Ordonho II, que morreu em Zamora em 924.

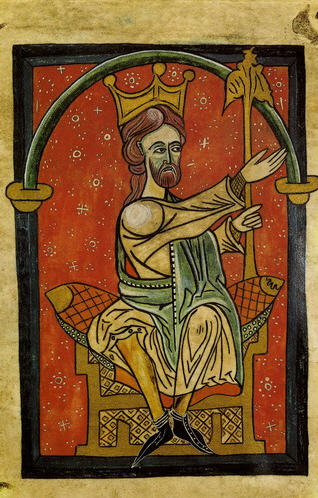
O rei numa miniatura, patrocinador da primeira catedral leonesa

As crónicas medievais falam da passagem do caudilho muçulmano Almançor pelas terras de Leão no final do século X, devastando a cidade e destruindo as suas igrejas. No entanto, aparentemente os danos sofridos pela catedral foram rapidamente reparados, pois já em 999 nela foi coroado, numa cerimónia de grande esplendor, o rei Afonso V. Depois duma sucessão de revoltas políticas e de duros conflitos bélicos, em 1067 o estado da catedral era deplorável, o que levou o rei Fernando I a empreender o seu restauro, após levar para Leão os restos de Santo Isidoro de Sevilha. Com este rei iniciou-se um período pacífico e de grandes triunfos na expansão do reino cristão leonês, que coincidiu com o florescimento da arquitetura românica.

#### Catedral românica
Com o apoio da infanta Urraca de Zamora (1033–1101), irmã dos reis Afonso VI de Leão, Sancho II de Leão e de Garcia II da Galiza, foi iniciada a construção duma nova catedral em estilo românico, quando era bispo Pelágio II. Quando o arquiteto Demetrio de los Ríos, entre 1884 e 1888, escavou o subsolo da catedral para refazer o pavimento e as fundações dos pilares, encontrou parte das paredes desta segunda catedral. Esta era de tijolo e alvenaria, com três naves rematadas com arcos semicirculares, e era também dedicada a Santa Maria. Tinha 60 metros de comprimento e altura máxima de 40 m. Apesar de toda ela estivesse construída segundo as correntes internacionais do românico, pelo que se observa no que sobreviveu da sua escultura pode concluir-se que tinha algumas caraterísticas autóctones, usando ainda o arco de ferradura, pelo menos de forma decorativa. Foi consagrada a 10 de novembro de 1073, durante o reinado de Afonso VI. Supõe-se que na sua construção tenham trabalhado os mesmos canteiros que construíram a Basílica de Santo Isidoro de Leão.
A catedral românica manteve-se em pé até finais do século seguintes. Com a subida ao trono do último rei privativo de Leão, Afonso IX, a cidade e o reino assiste a importantes mudanças sociais, criatividade artística e desenvolvimento cultural.

### Construção da catedral gótica
A construção da terceira e atual catedral, de estilo inteiramente gótico, começou em 1205, mas os problemas surgidos na construção das fundações fizeram com que as obras parassem pouco tempo depois, só tendo sido retomadas em 1255, durante o pontificado do bispo Martín Fernández e o apoio do rei Afonso X.

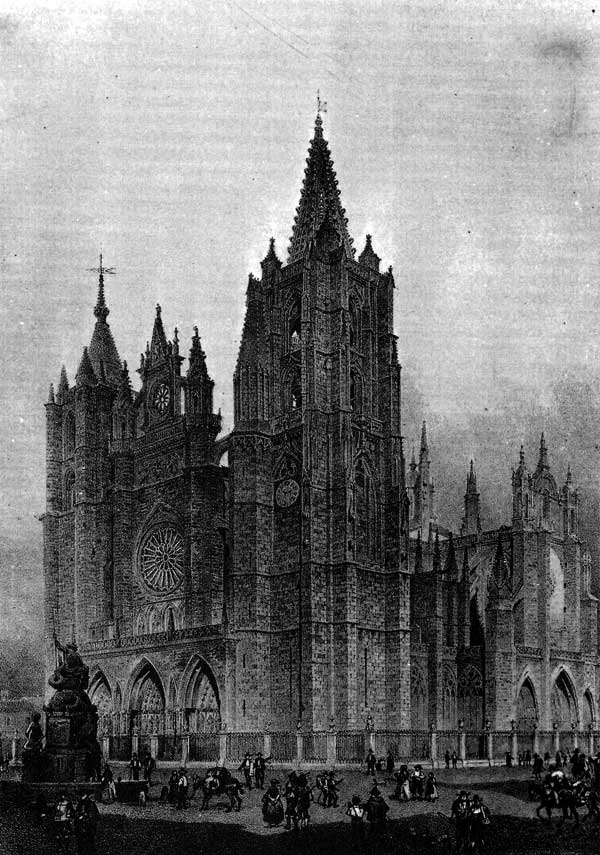
Gravura da catedral em 1850, onde são visíveis as empenas oeste e sul e a cúpula barroca, removidas durante os restauros de finais do século XIX

Pensa-se que o arquiteto terá sido o mestre Henrique, um francês que antes tinha trabalhado na Catedral de Burgos e que é evidente que conhecia a arquitetura gótica da Ilha de França. Quando Henrique morreu em 1277, foi substituído pelo espanhol Juan Pérez. Quando o bispo Martín Fernández morreu em 1289, a cabeceira da nova catedral já estava aberta ao culto. A estrutura fundamental do edifício ficou concluída em poucos anos e em 1302 o bispo Gonzalo Osorio abriu a totalidade da igreja aos fiéis, apesar do claustro e da torre norte só terem sido acabadas na segunda metade do século XVI. A relativa rapidez das obras resultou numa grande homogeneidade no estilo arquitetónico da catedral.
O edifício inspirou-se na catedral de Reims, embora tenha menor área, o que pode ter acontecido devido ao conhecimento do mestre Henrique daquela catedral francesa. Como a maior parte das catedrais góticas francesas, a de Leão está construída com um módulo geométrico baseado no triângulo (ad triangulum), cujos membros se relacionam com a raiz quadrada de 3, a que respondem todas as suas partes e a do todo. Este aspeto, como a planta, os alçados e os reportórios decorativos e simbólicos convertem a catedral num autêntico edifício transpirenaico, distante das correntes hispânicas, o que está na origem de ser qualificada como "a mais francesa das catedrais espanholas", pois os seus traços em planta relacionam-se com o  gótico champaniense, parte dos seus alçados estão estreitamente ligados aos da Basílica de Saint-Denis, já na corrente "radiante" que se observa em França a a partir de 1230 e de facto pode considerar-se o único caso de edifício completamente concebido e construído em gótico radiante fora da França durante o século XIII. De qualquer forma, estas caraterísticas francesas da catedral leonesa fazem todo o sentido segundo outro ponto de vista, já que apesar de ter sido erigida na velha capital dos reis de Leão, a cidade era um dos pontos mais importantes do Caminho francês de Santiago.
A composição arquitetónica dos portais da fachada ocidental parecem inspirar-se nos portais dos transeptos  da Catedral de Chartres. Em relação à questão da localização peculiar das torres, separadas da nave central e fora das laterais, foram propostas como antecedentes as fachadas-tela das catedrais góticas inglesas, a solução dos transepto da Basílica de Saint-Denis ou outras catedrais doutros locais, como a fachada ocidental da Catedral de Santiago de Compostela antes das suas importantes reformas barrocas.
Outra influência francesa é a colocação inicial do coro no presbitério, seguindo o costume francês. Em contrapartida, uma peculiaridade da catedral é a localização do claustro e a não continuidade das cinco naves da cabeceira no corpo da igreja, onde só há três naves.

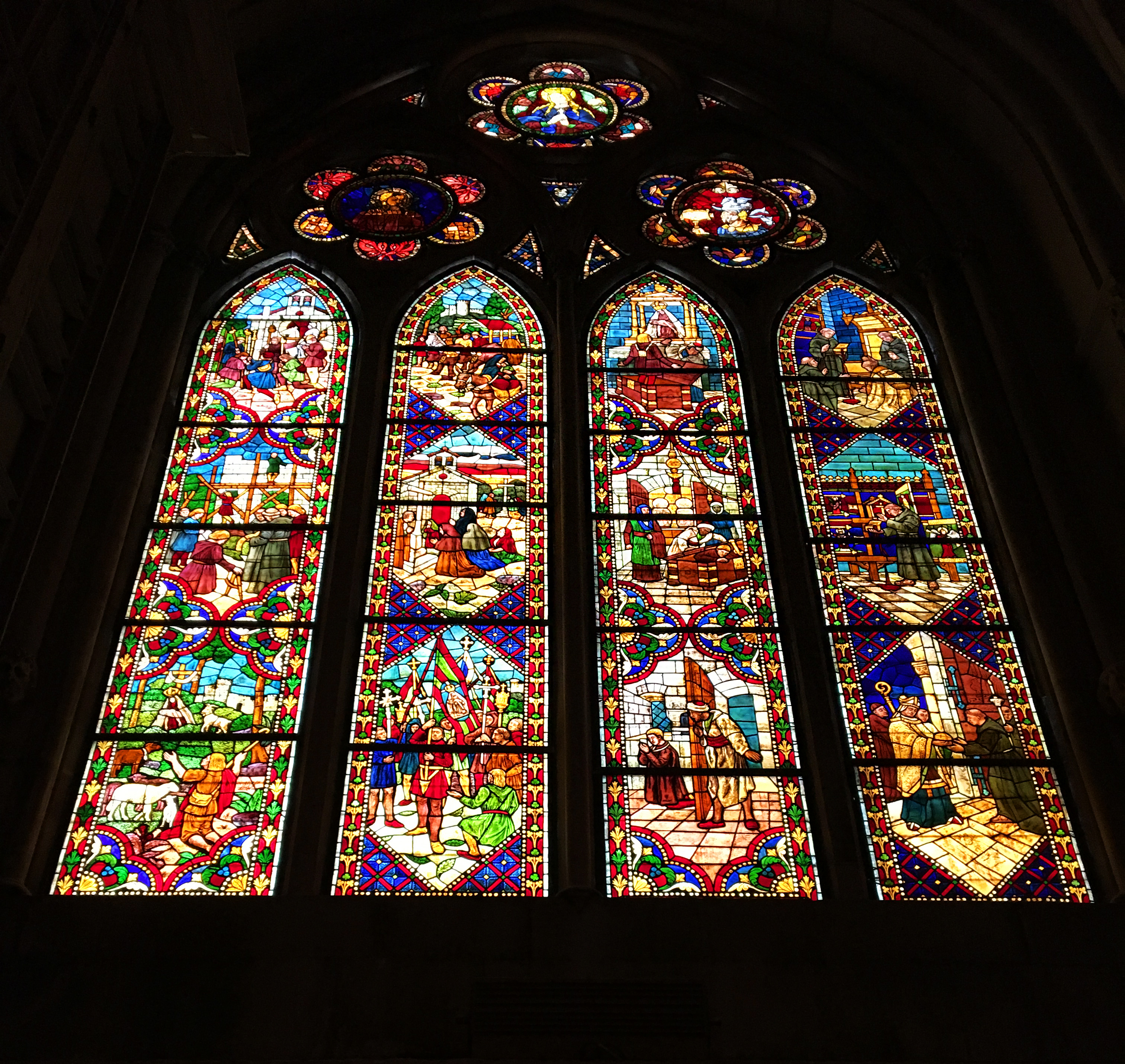
Um dos muitos vitrais da catedral

O traço caraterístico mais importante da catedral leonesa é o de alcançar summum luminoso de todas as catedrais, com uma área imensa de vitrais com a redução da estrutura de pedra de sustentação ao mínimo possível, chegando mesmo a superar tecnicamente as catedrais francesas. Isto apesar das complicações resultantes do facto de grande parte do edifício assentar sobre os restos de hipocaustos romanos do século II, o que dificultou a construção das fundações dos pilares. a acumulação de humidade e infiltrações de águas dificultou fortemente o trabalho dos mestres de obras. Por outro lado, a maioria dos pilares são de pedra de qualidade medíocre, de tipo calcário e com pouca resistência aos agentes atmosféricos. Além disso, a subtileza do seu estilo é um desafio à física; os numerosos suportes são extremamente frágeis, as linhas são de tal forma reduzidas que vários arquitetos da época colocaram em dúvida que tal projeto pudesse manter-se em pé. Tudo isso fez com que ao longo dos séculos a catedral sofresse constantes intervenções e restauros, convertendo-a no num paradigma ao nível europeu de intervenções de transformação, restauro e conservação.

#### Lenda da toupeira
Sobre a porta de São João, no interior, está pendurada uma pele, em forma de quilha, que a tradição leonesa sempre identificou como uma "toupeira maligna". Segundo a lenda, durante a noite a toupeira destruía o que era construído durante o dia durante os primeiros tempos da construção. Impacientados porque as obras da prometida catedral não avançavam, os leoneses decidiram acabar com aquele ser maligno e alguns deles esperaram pela toupeira durante a noite e espancaram-na até à morte. Como recordação desse acontecimento e agradecimento à Virgem Maria, titular do templo, a pele do animal foi pendurada no interior da catedral sobre aquela porta da fachada ocidental.
A realidade subjacente à lenda é que as obras da catedral depararam com numerosos problemas de fundações, sobre um terreno muito instável que já então tinha tido muitas e diversas edificações. O que hoje se pode ver na penumbra da porta de São João demonstrou-se nos anos 1990 ser a carapaça duma tartaruga-de-quilha, cuja origem é incerta, mas que se supõe que foi uma oferenda de algum homem poderoso à catedral.

### Reformas e problemas construtivos

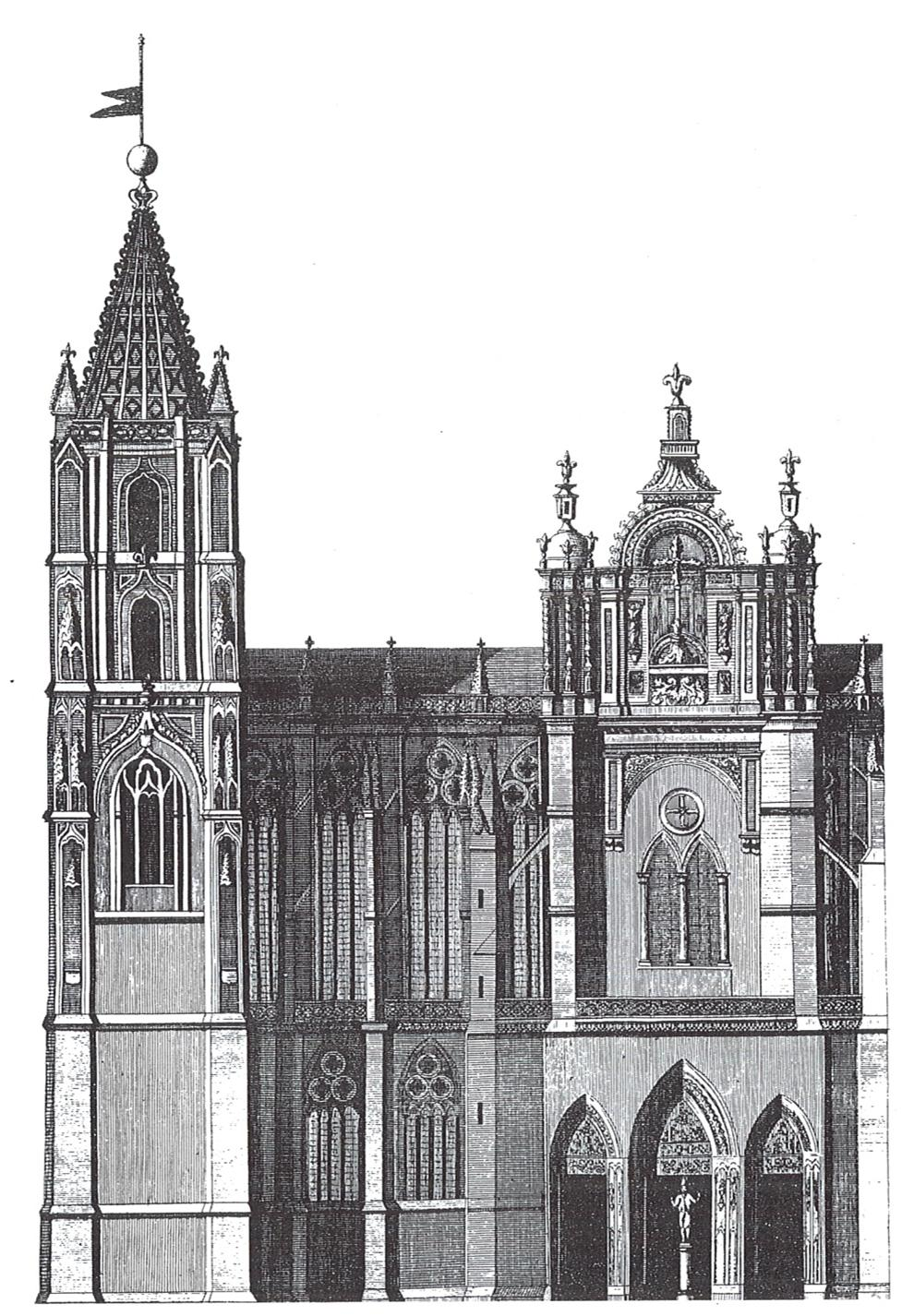
Antiga fachada sul barroca

A extrema fragilidade do edifício provou problemas muito rapidamente. No século XV, a construção de torres ocas pelo mestre Justín na zona sul ("cadeira da rainha") e na zona norte ("a limona") melhorou a sustentação dos arcobotantes da cabeceira, mas a frágil estrutura continuou com problemas. O mestre Justín terminou a torre sul em estilo gótico flamejante e na mesma altura foram construídos os remates triangulares das empenas norte e sul. Nos últimos anos do século XV foi construída a biblioteca (atual capela de Santiago), também em estilo gótico flamejante, por João de Badajoz e pelo seu filho homónimo. O coro também data do mesmo século, bem como o retábulo e as pinturas de Nicolás Francés.
No início do século XVI, João de Badajoz (filho) construiu o remate da empena ocidental em estilo plateresco, extremamente pesada e alta, e uma sacristia plateresca, no lado sudeste, além de ter refeito as abóbadas do claustro. No interior da catedral foi construído o retrocoro (parte atrás do coro).
No século XVII voltaram a surgir os mesmos problemas. Em 1631 parte da abóbada central do cruzeiro desmoronou-se. Para a sua reconstrução, o cabido recorreu a Juan de Naveda, arquiteto do rei Filipe IV, que cobriu o cruzeiro com uma grande cúpula, quebrando os elementos de sustentação da estrutura gótica, muito diferentes dos usados na arquitetura barroca. O peso excessivo provocaria o deslocamento das cargas radiais em direção à empena sul, devido ao enfraquecimento dos arcos transversais, e ao rompimento das fundações. A lanterna foi encerrada provisoriamente em 1651, mas no final do século notaram-se algumas quebras na cúpula, cujo eixo se desviava para sul. A empena sul quebrada teve que ser reconstruída por Conde Martínez em 1694, substituindo a empena original gótica por uma espadaña barroca.
No início do século XVIII, Joaquim de Churriguera quis remediar esses desastres erigindo quatro grandes pináculos em redor da cúpula, sobre os pilares do cruzeiro, mas as consequências desta intervenção foram nefastas. Por Leão passaram outros grandes arquitetos, como Giacomo de Pavia, mas os problemas continuaram a agravar-se. O sismo de Lisboa de 1755 abanou todo o edifício, afetando especialmente os mainéis e os vitrais. Na fachada sul abriram-se grandes fendas, o que levou a cegar o trifório e a desmontar a rosácea, substituindo-a por uma janela dupla geminada.
Em 1830 aumentaram os desprendimentos de pedras na empena sul, pelo que Fernando Sánchez Pertejo teve que reforçar os contrafortes de toda a fachada.

### Grande restauro do século XIX

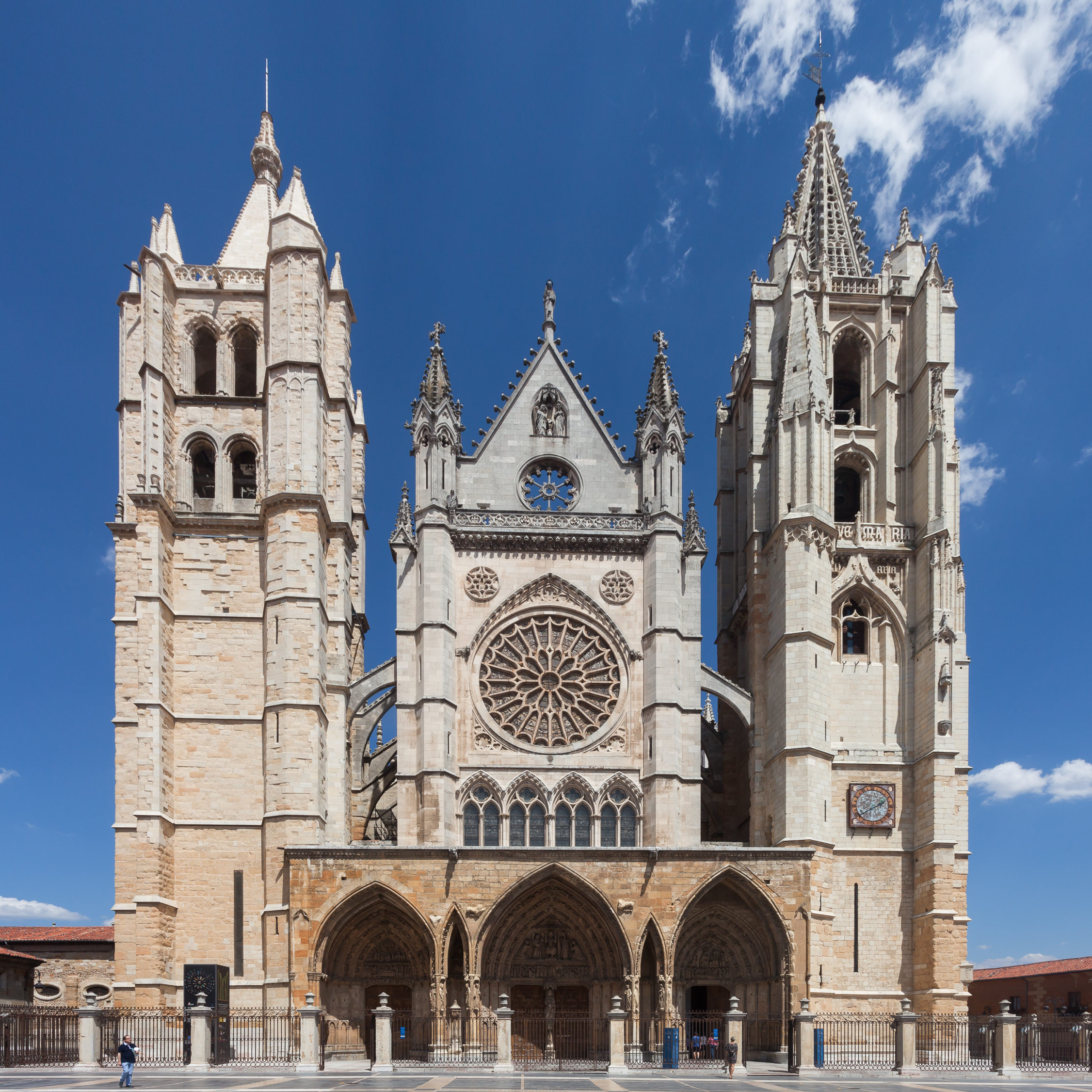
Fachada principal (ocidental)

Em 1844, o mau estado do edifício levou o estado a acorrer à sua reparação. A catedral foi declarada monumento nacional, o primeiro na Espanha. Em 1849, o jesuíta P. Ibáñez desenhou e colocou uma nova rosácea para a empena sul. Pouco depois, o cabido temeu um desenlace fatal, quando em 1857 começaram novamente a cair pedras do cruzeiro e da nave central, espalhando o receio do desmoronamento total da catedral, que se estendeu por toda a Espanha e pela Europa. A Real Academia de Belas-Artes de São Fernando interveio e o governo encarregou da direção das obras Matías Laviña em 1859. Este arquiteto, que desconhecia o funcionamento estrutural do edifício gótico por ter uma formação classicista, desmontou a cúpula semiesférica e os quatro pináculos que a flanqueavam devido ao seu peso excessivo e prosseguiu com a desmontagem do cruzeiro e de toda a fachada sul. Mas o perigo de um colapso total foi-se tornando mais eminente. As críticas às suas decisões teriam estado na origem da sua morte em 1868.
Após a morte de Laviña, as obras ficaram a cargo de Andrés Hernández Callejo, que pretendia continuar a desmontagem do edifício quando lhe foi retirado o cargo. Ainda em 1868, a direção das obras foi entregue a Juan de Madrazo, amigo do famoso restaurador francês Viollet-le-Duc, considerado o melhor restaurador da Espanha, que tinha profundos conhecimentos do gótico francês, cujas teorias aplicava nos seus trabalhos. Para parar a deterioração do edifício ao mesmo tempo que procedia à sua reconstrução, Madrazo projetou um admirável sistema de cobertura das abóbadas altas  com cimbres, que envolveu um trabalho muito complexo de carpintaria e que serviu para suster todas as tensões do templo enquanto se procedia à reconstrução de toda a fachada sul. Além disso, a disposição das abóbadas foi modificada e a fachada sul foi refeita desde a arcada, inspirando-se na fachada norte. Em geral, planeou todo o edifício como o encontramos hoje. O objetivo era conseguir ter de volta Pulchra Leonina, ou sejam, a catedral no seu estado no seu estado original de gótico puro, eliminando tudo aquilo que tinha alterado a essa pureza. O momento mais importante dos trabalhos de Madrazo ocorreu em 1878, quando foram retirados os cimbres e o edifício se manteve imutável, com os seus equilíbrios do gótico repostos. Quando a empena sul estava a ser reconstruída depois da catedral ter sido suportada pelo assombroso encimbrado, as obras foram visitadas por técnicos vindos de toda a Europa. Mas o caráter progressista de Juan de Madrazo fê-lo tomar partido nos graves momentos sociais que então sacudiam Espanha (o Sexénio Revolucionário), enfrentado-se com o cabido, o bispo e a sociedade conservadora leonesa, que o acusaram de ser maçon, protestante e anticatólico, afirmando-se ele próprio deísta ou ateu. Acabou por ser destituído em 1879, morrendo desgostoso poucos meses depois.

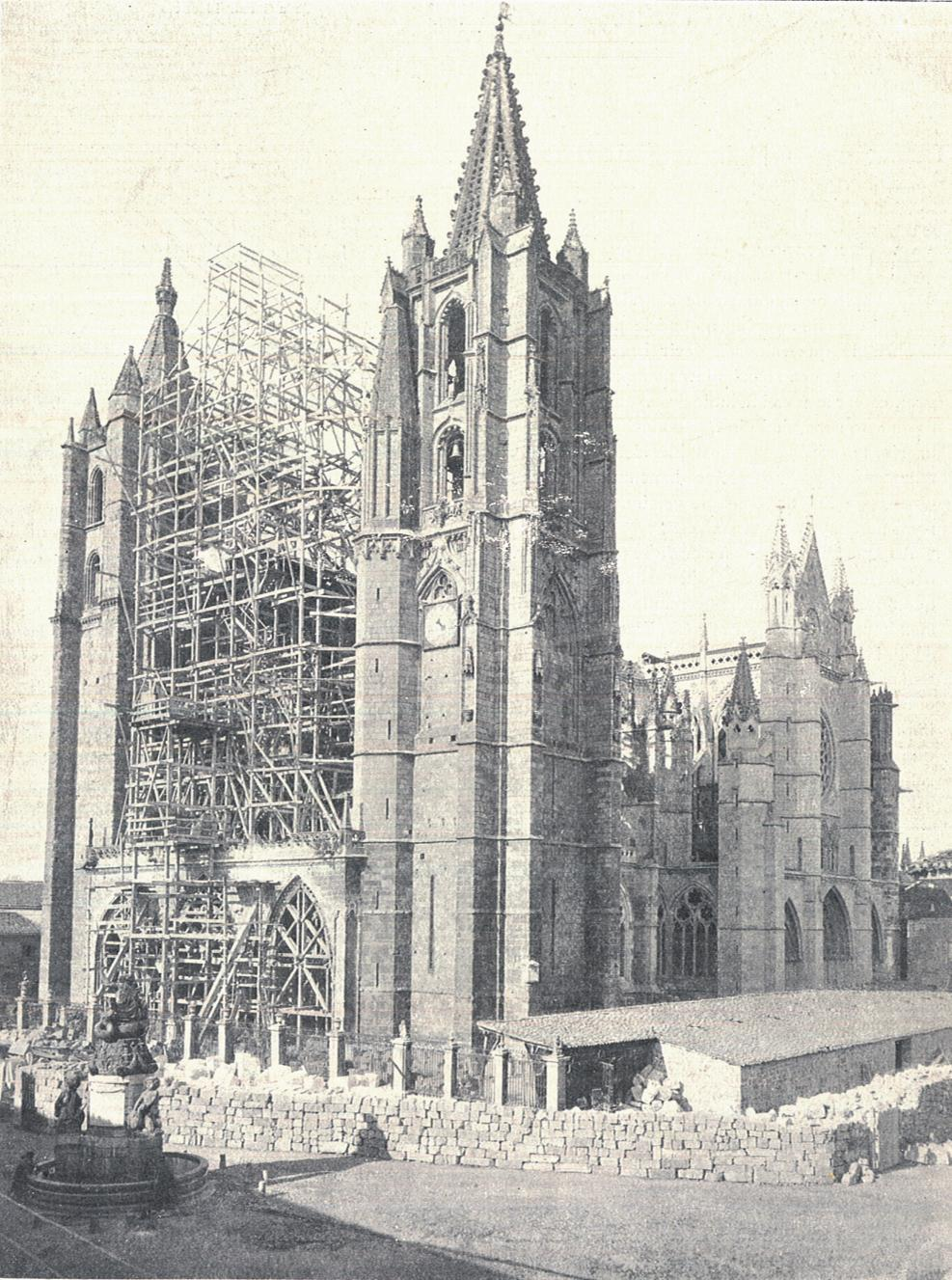
A fachada ocidental durante as obras de restauro

Em substituição de Juan de Madrazo à frente das obras, em 1880 foi contratado Demetrio de los Ríos. Purista como Madrazo, continuou a dar à catedral o aspeto gótico primitivo, seguindo o seu pensamento racionalista. Desmontou a empena ocidental plateresca da autoria de Juan López de Rojas e João de Badajoz (filho) no século XVI, substituindo-a por uma de estilo gótico análoga à recém construída na fachada sul. Também terminou a construção das abóbadas do cruzeiro e da nave central, além de introduzir novos elementos, perfis e motivos ornamentais neogóticos em diversas partes do edifício.
Após a morte de los Ríos em 1892, foi nomeado arquiteto da catedral Juan Bautista Lázaro, que concluiu a restauração arquitetónica da maior parte do edifício. Em 1895, com a ajuda do seu colaborador Juan Crisóstomo Torbado, empreendeu a árdua tarefa de recompor os vitrais. Estes estavam há vários anos desmontados e armazenados, apresentando-se gravemente deteriorados. Foi criado uma oficina de vitrais de estilo medieval para fazer o restauro dos vitrais existentes e fabricar outros novos. Decidiu-se também isolar a catedral das suas imediações urbanas mais próximas para realçar a sua monumentalidade, o que acarretou o desaparecimento de várias dependências anexas e a ligação com o palácio episcopal através da Porta do Bispo.
O restauro  foi finalmente concluída em 1901 e a catedral reaberta ao culto. Já não era um edifício em perigo e tinha recuperado o seu esplendor gótico, principalmente com a substituição das empenas ocidental e sul e a eliminação da cúpula barroquizante. A fim de manter o delicado equilíbrio, nunca se permitiu erigir qualquer flecha sobre o cruzeiro, apesar de ter havido um projeto para o fazer. Atualmente, a catedral de Leão é o monumento gótico mais harmonioso da Espanha.
O grande restauro oitocentista recuperou a estabilidade dum edifício que tinha arrastado graves problemas estruturais ao longo dos vários séculos da sua existência. Pode afirmar-se que este restauro foi um dos mais complexos e arriscados realizados na Europa no século XIX. Os minuciosos cálculos sobre a estabilidade das abóbadas, os grandes sistemas de carpintaria armados a grande altura e os sistemas de cantaria postos em prática para a reparação e reconstrução das abóbadas da catedral de Leão serviram de modelo para o restauro posterior de outras grandes catedrais espanholas, como as de Sevilha e a de Burgos. Foram também uma referência um pouco por toda a Europa para restaurar edifícios que décadas mais tarde seriam seriamente danificados na sua estrutura em consequência de catástrofes bélicas. O elevado mérito destes trabalho foi reconhecido na época, pois em 1881 Juan de Madrazo recebeu a título póstumo a Medalha de Ouro da Exposição Nacional de Belas Artes pelos seus projetos de restauração da catedral de Leão.

### Restaurações dos séculos XX e XXI
Ao longo do século XX, principalmente nas primeiras décadas, prosseguiram os trabalhos de restauração, embora de forma menos intensa. Em 1911, Manuel Cárdenas demoliu a Porta do Bispo, um edifício civil que ligava a catedral com o palácio episcopal. Em 1930, Juan Crisóstomo Torbado terminou a cerca exterior, que tinha sido iniciada em 1794, fechando todo o átrio. O mesmo arquiteto realizou depois o restauro do claustro. Em 1963, Luis Menéndez-Pidal y Álvarez refez a rosa perfurada do remate triangular da empena sul, imitando a da empena norte.
Em 1963 o arquiteto Luis Menéndez Pidal refez a rosa perfurada do acabamento triangular da empena sul, imitando a setentrional. Em 27 de maio de 1966, um fogo causado por um relâmpago destruiu todo o telhado das naves altas, mas as consequências não foram graves devido à intervenção do mestre de obras Andrés Seoane, graças à qual o telhado pôde ser reparado.
Nas primeiras décadas do século XXI tem havido trabalhos importantes de reforço das estruturas e de tratamento e limpeza da pedras com as técnicas mais modernas. Desde 2009 também tem decorrido o restauro e consolidação dos vitrais, nomeadamente com a colocação de vidros de proteção para fechar os vãos, vidros isotérmicos para proteger os vitrais de efeitos atmosféricos e malhas metálicas protetoras exteriores. O financiamento destes trabalhos tem sido feito pelo ministério da cultura espanhol e pela Junta de Castela e Leão, através do projeto cultural "Catedral de Leão, o sonho da luz".

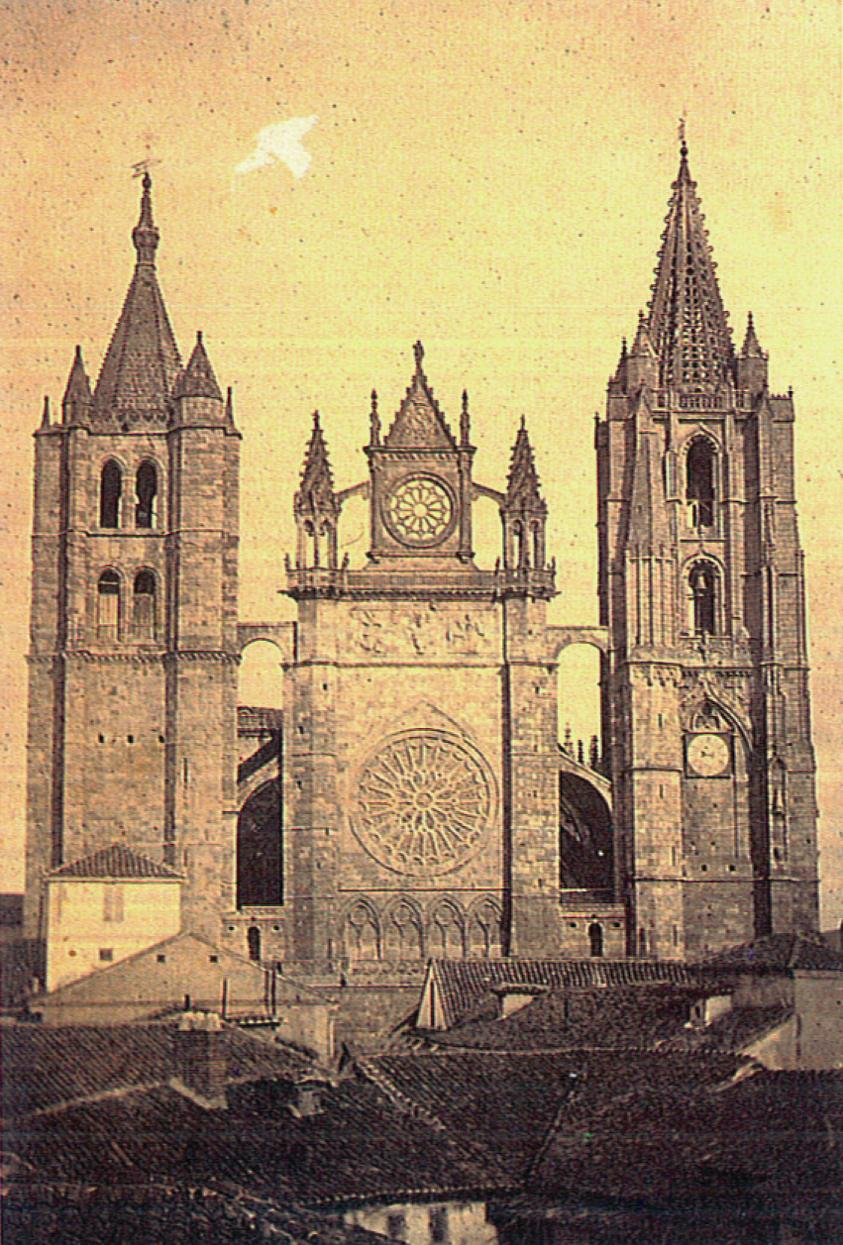
Fachada ocidental [a]
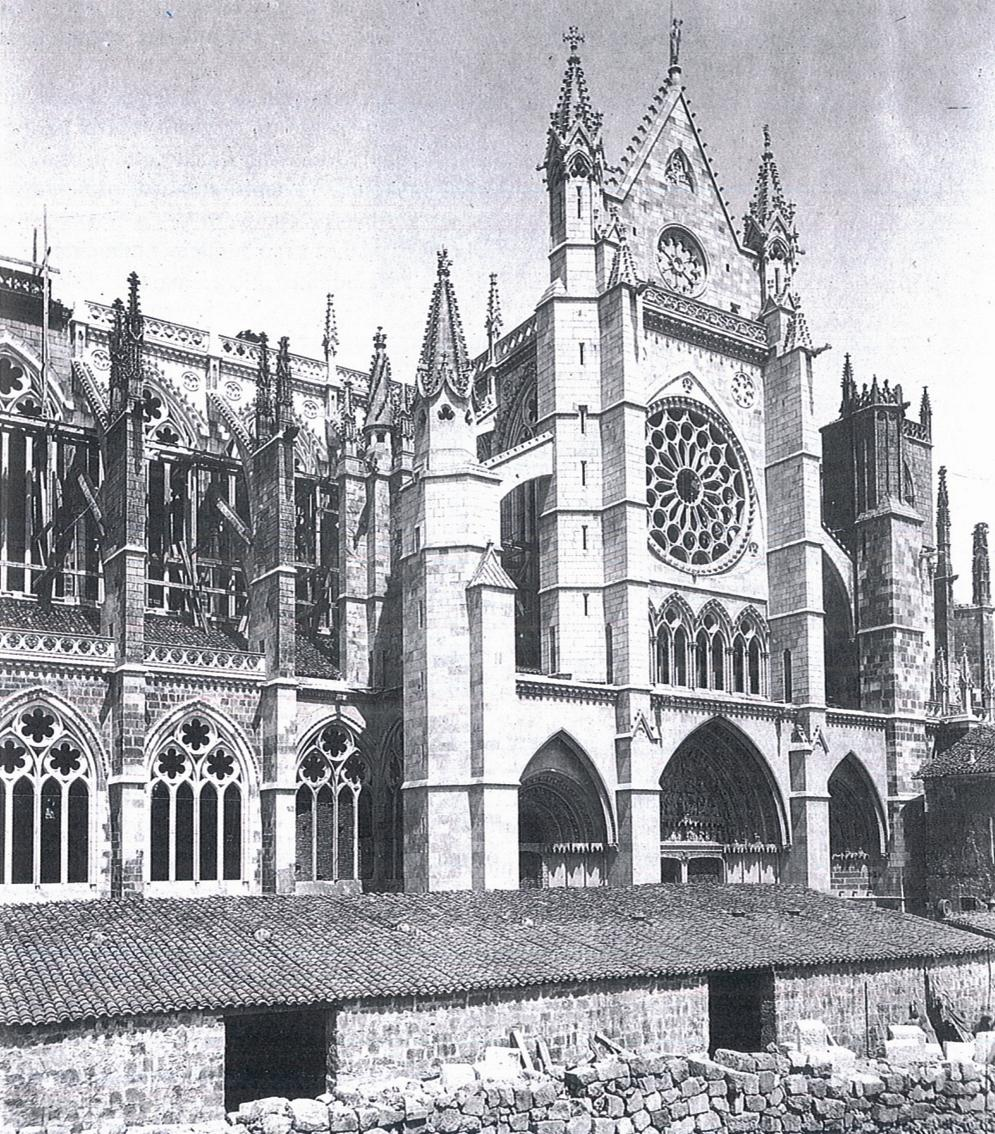
Fachada sul [b]
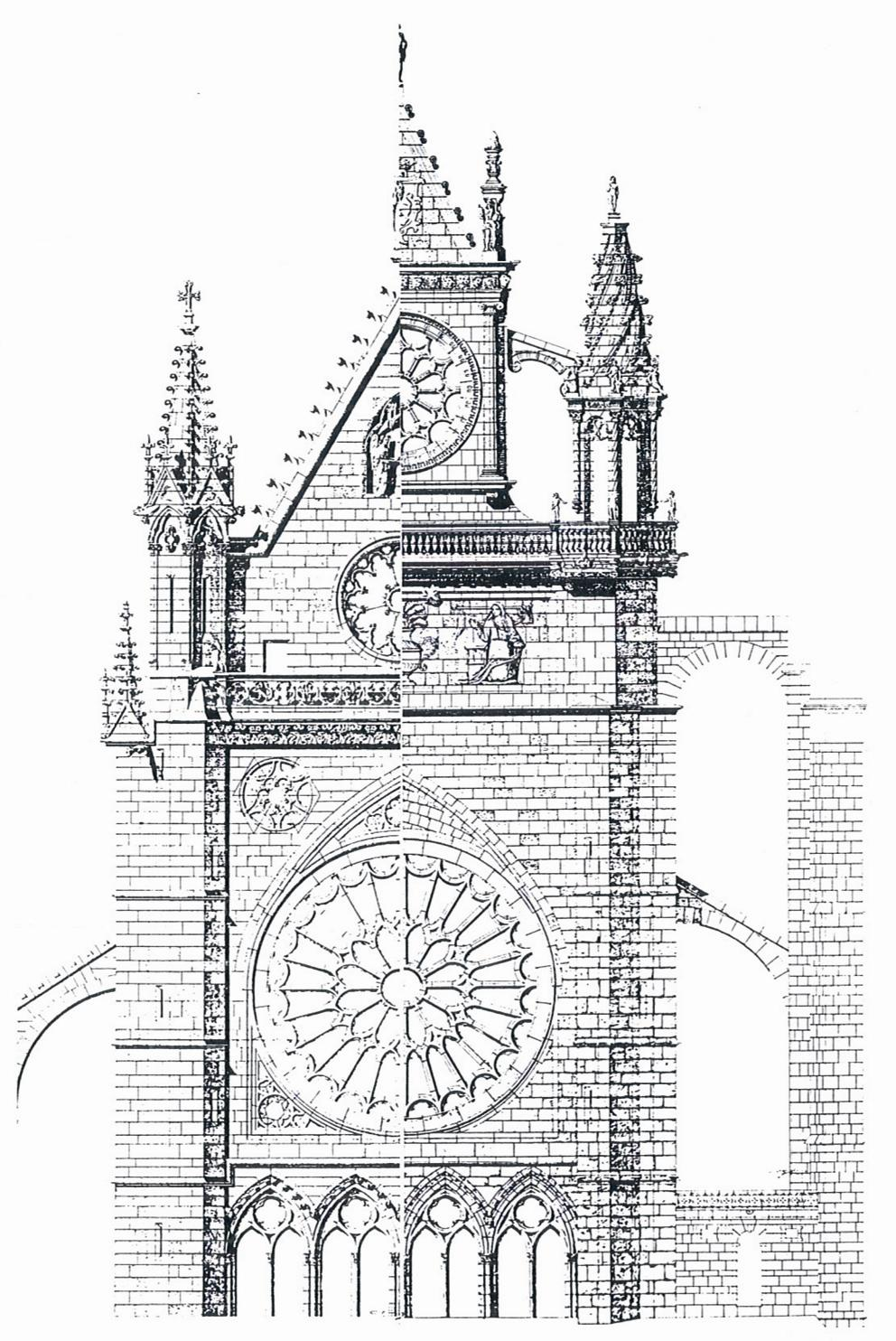
Fachada ocidental [c]
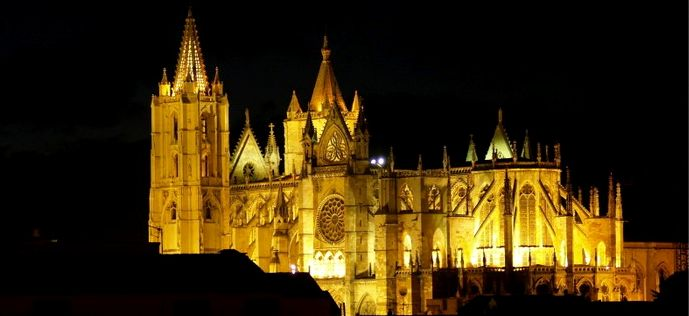
Vista noturna
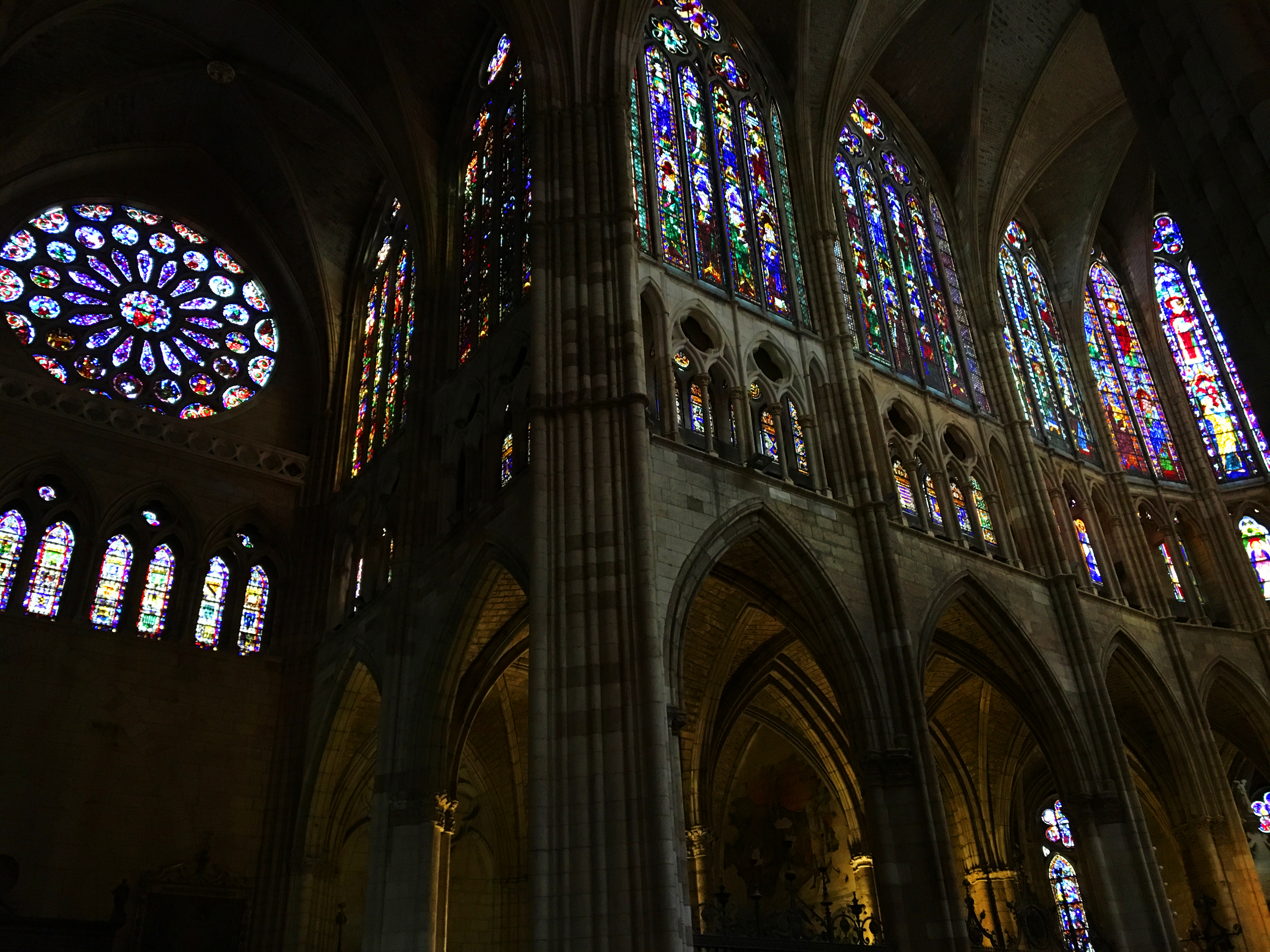
Parte norte do interior

[a] ^ Fachada ocidental em 1875, antes dos restauros.
[b] ^ Fachada sul em 1885, após a sua reconstrução.
[c] ^ Alçado da fachada ocidental antes e depois dos restauros do século XIX.

## Arquitetura

### Caraterísticas gerais do gótico

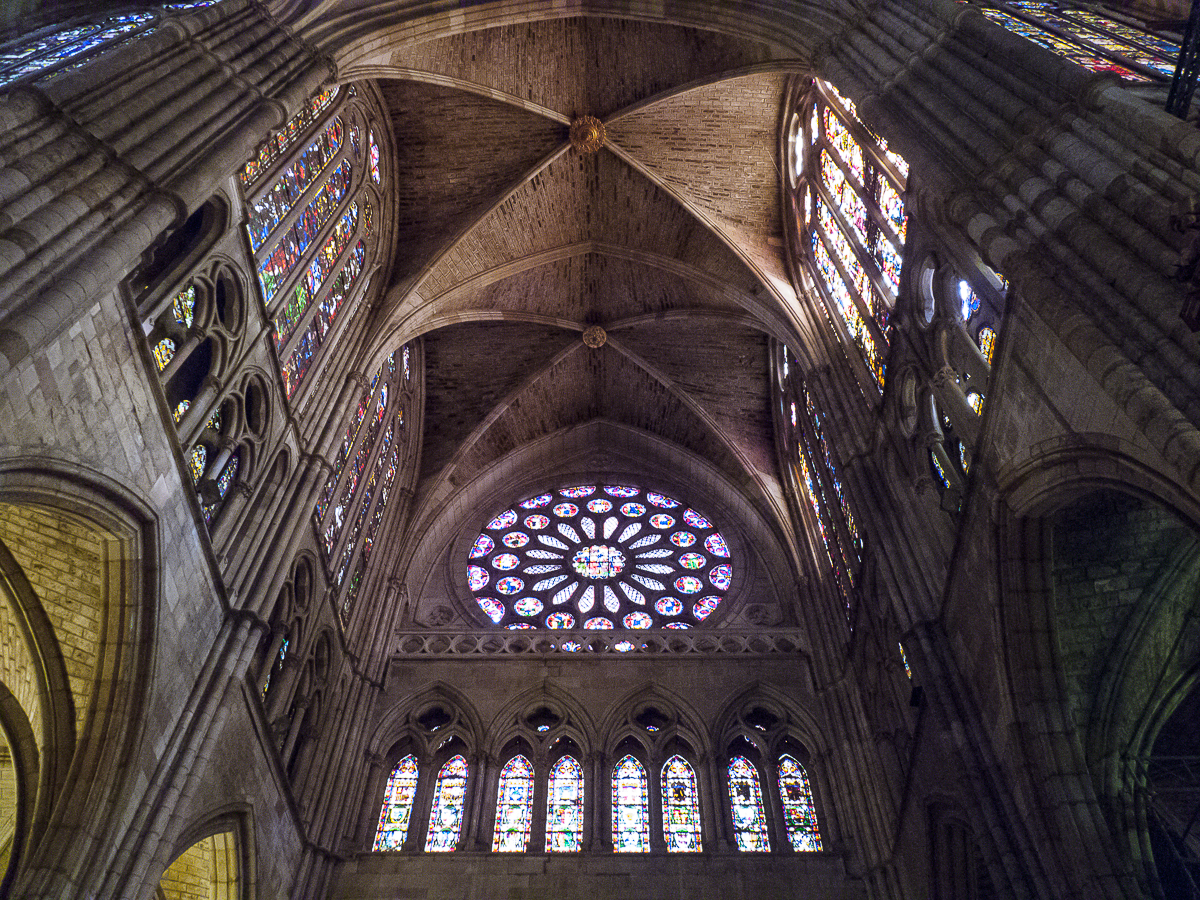
Abóbadas ogivais, rosácea e vitrais no interior

Na arquitetura gótica é generalizado o uso de arcos quebrados (ou ogivais) e de abóbadas em cruzaria concentrando assim as tensões em pontos determinados e não em toda a parede, o que permite fazer igrejas mais esbeltas (o arco pode ser aumentado sem ampliar a sua largura, como acontecia com o românico e reduz as tensões, fazendo coberturas mais leves, o que permite abrir as paredes). A tribuna românica desaparece e as tensões que ela resolvia são envidas para os arcobotantes, que transmitem o peso da cobertura aos contrafortes exteriores, que usualmente eram rematados com pináculos.
Os grandes virais mostram o interesse do gótico em comunicar com o povo. Da mesma forma, a sensação de verticalidade corresponde à ideia de Jerusalém Celeste, por comparação à sensação de acolhimento e segurança para os fiéis criada pelo românico. As igrejas góticas têm normalmente um número ímpar de naves (3 ou 5), encimadas por uma abóbada em cruzaria quadripartida, sexpartida, de tercelete, em leque ou estrelada.
A fachada principal estruturava-se geralmente em três vãos alargados, constituídos por arquivoltas e jambas emolduradas num gablete, uma galeria de reis do Antigo Testamento, uma grande rosácea (situada na nave central), um ándito (espaço pelo qual se acede à fachada para fazer reparações) e duas torres de caraterísticas distintas (encimadas ou não por um pináculo em forma de flecha).

### Planta
A planta é quase uma réplica da catedral de Reims, ainda que em escala ligeiramente menor. Tem 90 metros de comprimento, 29 m de largura e 30 m de altura. Está dividida em três naves na parte entre a entrada e o transepto e cinco naves desde o transepto até ao altar-mor. A catedral é "macrocéfala", ou seja, tem uma cabeceira maior do que é comum (a largura do transepto, neste caso), o que lhe retira alguma profundidade mas em contrapartida dá mais espaço aos fiéis, o que era importante devido à afluência acrescida devido a estar no Caminho de Santiago.
As naves são cobertas com abóbadas em cruzaria quadripartida em tramos regulares. O cruzeiro tem uma abóbadas quadripartida, que substituiu a cúpula barroca do século XVII nas obras realizadas no fim do século XIX com o objetivo de ser coerente com o resto da construção. As paredes têm 125 janelas com 1 800 m² de vitrais policromados de origem medieval, que são consideradas os melhores do mundo no seu género. Entre eles destacam-se os da grande rosácea central, situado acima do pórtico central, entre as duas torres em forma de agulha, assim como os da capela-mor, do transepto norte e da capela de Santiago.
|  |  | 1. Pórtico de Nossa Senhora La Blanca 2. Pórtico de São João 3. Pórtico de São Francisco. 4. Capela de de São João 5. Deambulatório (ou charola) 6. Coro 7. Altar-mor e retábulo 8. Porta de Nossa Senhora del Dado 9. Capela de Santa Teresa 10. Claustro 11. Capela de São Nicolau 12. Capela do Conde de Rebolledo 13. Capela de Santo André 14. Capela de Santiago 15. Capela de Nossa Senhora del Dado 16. Capela do Tránsito (Dormição de Maria) 17. Capela do Nascimento 18. Capela da Conceição 19. Capela da Virgem Blanca 20. Capela da Consolação 21. Capela do Cristo. 22. Capela do Carmo 23. Capela de São Francisco 24. Porta da Morte 25. Porta do Sarmental 26. Porta de São Fruela (San Froilán) ou da Rainha |

## Exterior

### Fachada ocidental

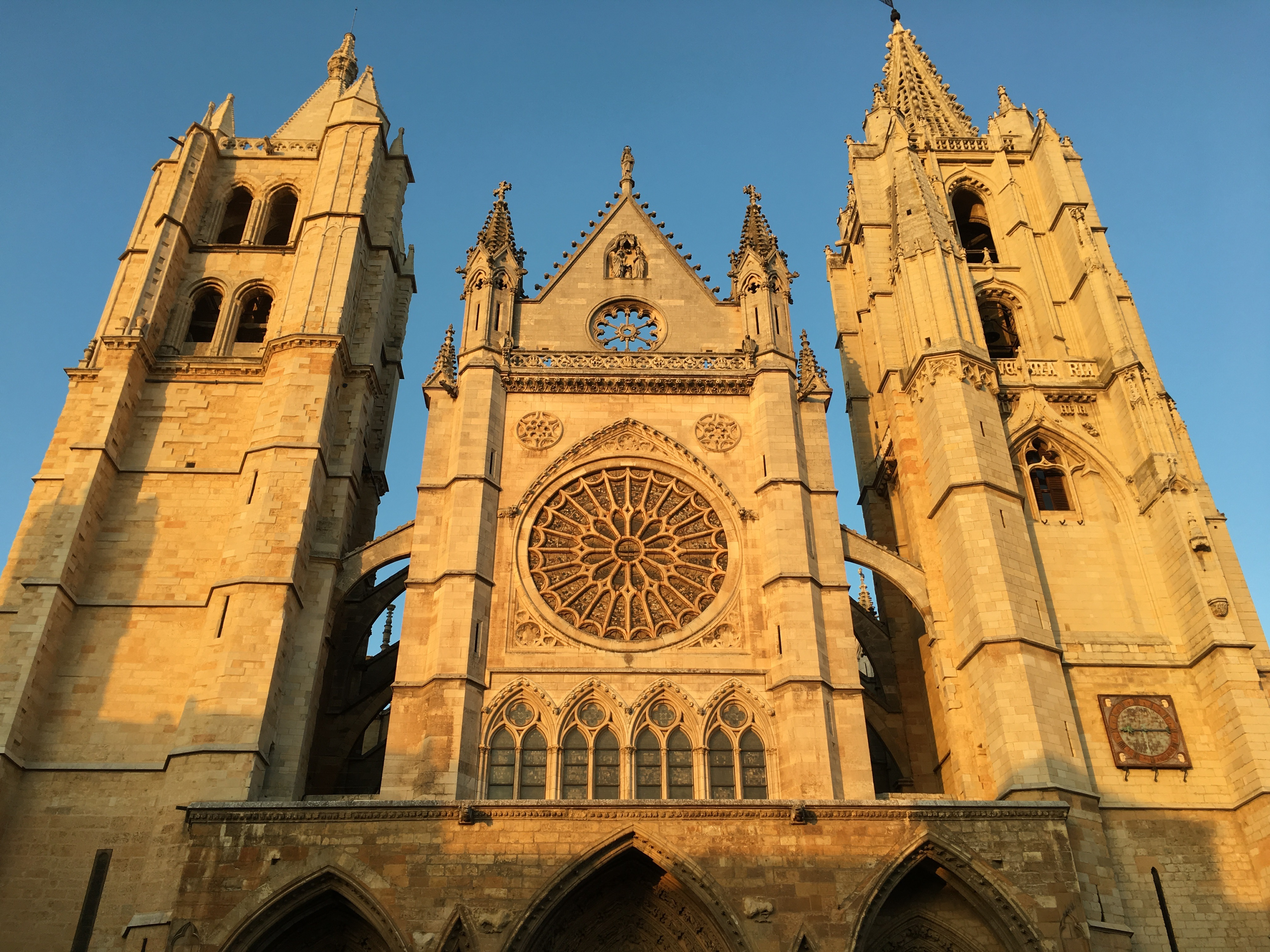
Parte superior da fachada ocidental

É a fachada principal da catedral, pela qual normalmente nela se entra. É composta por um pórtico tripo ogival, similar ao da  catedral de Reims. Nas jambas, arquivoltas, tímpanos e mainéis das portadas desenvolve-se um trabalho escultórico de destaque no gótico espanhol, que de certo modo atenua a influência francesa. Acima do pórtico encontra-se a grande rosácea central, com vitrais de finais do século XIII. A empena triangular neogótica atual foi erigida por Demetrio de los Ríos em finais do século XIX, durante o restauro, substituindo a anterior de estilo plateresco do século XVI.
A fachada é flanqueada por duas torres gótica de 65 e 68 metros de altura. O facto das torres terem formas e alturas diferentes deve-se a terem sido construídas em épocas diferentes e é muito típico do gótico. A torre norte, ou dos sinos, começou a ser construída no século XIII e terminada no século seguinte. É mais sóbria e maciça, terminada numa agulha fechada. A torre sul, ou do relógio, também começou a ser construída no século XIII, mas só foi concluída em finais do século XV, quando o mestre Justín a rematou. O seu estilo é gótico flamejante, tem uma agulha perfurada e está menos de acordo com o resto do edifício do que que a sua companheira. As torres têm a particularidade de estarem unidas às naves laterais, em vez de emergirem delas, o que permite a curiosa vista dos arcobotantes das naves laterais desde a fachada ocidental.

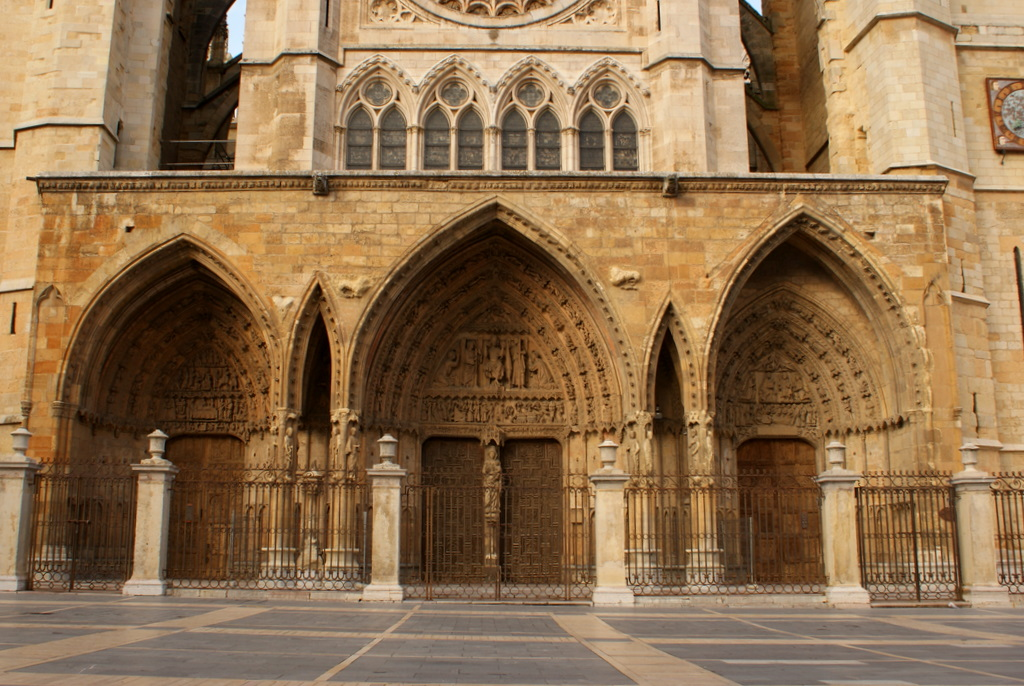
Portada ocidental

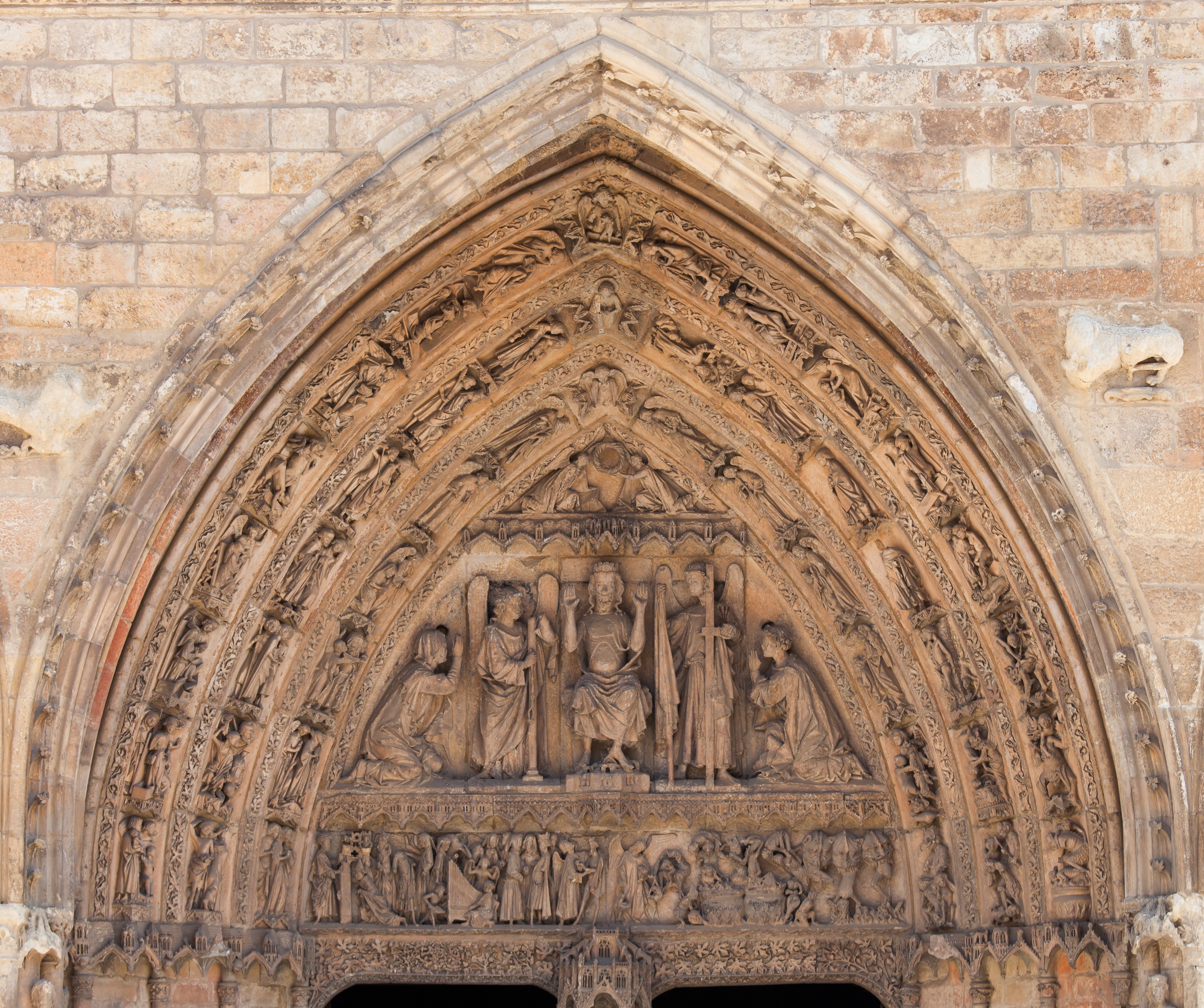
Tímpano da porta central (do Juízo Final)

As portadas foram realizadas na segunda metade do século XIII e a sua riqueza converte-as no expoente máximo da escultura gótica espanhola. O triplo pórtico ocidental é dedicado a São Fancisco e a São João Batista nas partes laterais, enquanto que a porta principal representa o Juízo Final. A influência francesa é evidente nesta porta principal, realizada cerca de 1270. Nela destacam-se os personagens esculpidos nas jambas e Nossa Senhora La Blanca no mainel, atualmente substituída por uma cópia executada por Andrés Seoane no século XX. As figuras apresentam o naturalismo próprio do gótico, que impõe sobre o simbolismo e hieratismo românicos. O trabalho das dobras nas roupas, a expressão e individualização dos rostos e a sensação de movimento são as principais caraterísticas. O modelo de Nossa Senhora La Blanca ou Virgem Branca destaca-se pela pela sua humanidade, conseguida em grande parte pelo sorriso que faz lembrar o Anjo da Anunciação da catedral de Reims.
Na porta esquerda, ou de São João, no tímpano está representado com um grande sentido de narratividade o ciclo da Natividade de Jesus: Visitação, Nascimento, Adoração dos Pastores, Herodes, Epifania e Massacre dos Inocentes. Nas arquivoltas há uma alusão à árvore de Jessé, com relação com a genealogia de Cristo, e histórias relacionadas com a vida de São João Batista, que dá nome à porta. Entre a porta esquerda e a seguinte está o locus apellationis (literalmente: "apelo local" em latim), a coluna diante da qual se administrava justiça no Reino de Leão, segundo normas que remontam ao Fuero Juzgo  e ao seu equivalente leonês de 1020, o que levou a que o rei Afonso X, patrocinador da catedral, apareceça representado com a figura de Salomão no fundo sobre a coluna.
A porta central, da Virgem Branca ou do Juízo Final, é presidida pelo Cristo Juiz, que mostra as suas estigmas, enquanto os anjos seguram os instrumentos do seu martírio e a Virgem e São João se ajoelham como principais intercessores. Por baixo dele e nas arquivoltas está a representação do juízo no qual São Miguel pesa as almas (psicostasia) e separa os bem aventurados que vão para o Paraíso (entre eles estão Afonso X e São Francisco, que aparecem com vários instrumentos musicais) dos condenados que sofrem os tormentos do Inferno, sendo devorados por demónios ou metidos em caldeiras ferventes. Nas arquivoltas há cenas da ressurreição dos santos. O mainel de ambas as portas é encimado por uma reprodução da Virgem Branca com o Menino nas mãos. A imagem original está guardada no interior, na capela com o mesmo nome e é a escultura mais representativa da catedral e uma das de maior qualidade do gótico espanhol. Junto às portas esculturas de santos, evangelistas e personagens do Antigo Testamento. Destaca-se a escultura de Santiago (reconhecível pela concha de vieira no chapéu), cujo pedestal está gasto devido, segunda a tradição, pelas mãos dos peregrinos que passavam em Leão a caminho de Santiago de Compostela.
A porta da direita, de São Francisco, é dedicada a Nossa Senhora. O tímpano relata a morte e a coroação de Maria. Nas arquivoltas há grupos de anjos e no exterior está representada a Parábola das Dez Virgens, com as cinco virgens prudentes em frente às cinco virgens néscias. Nas jambas há vários profetas de diversas cronologias.

### Fachada sul

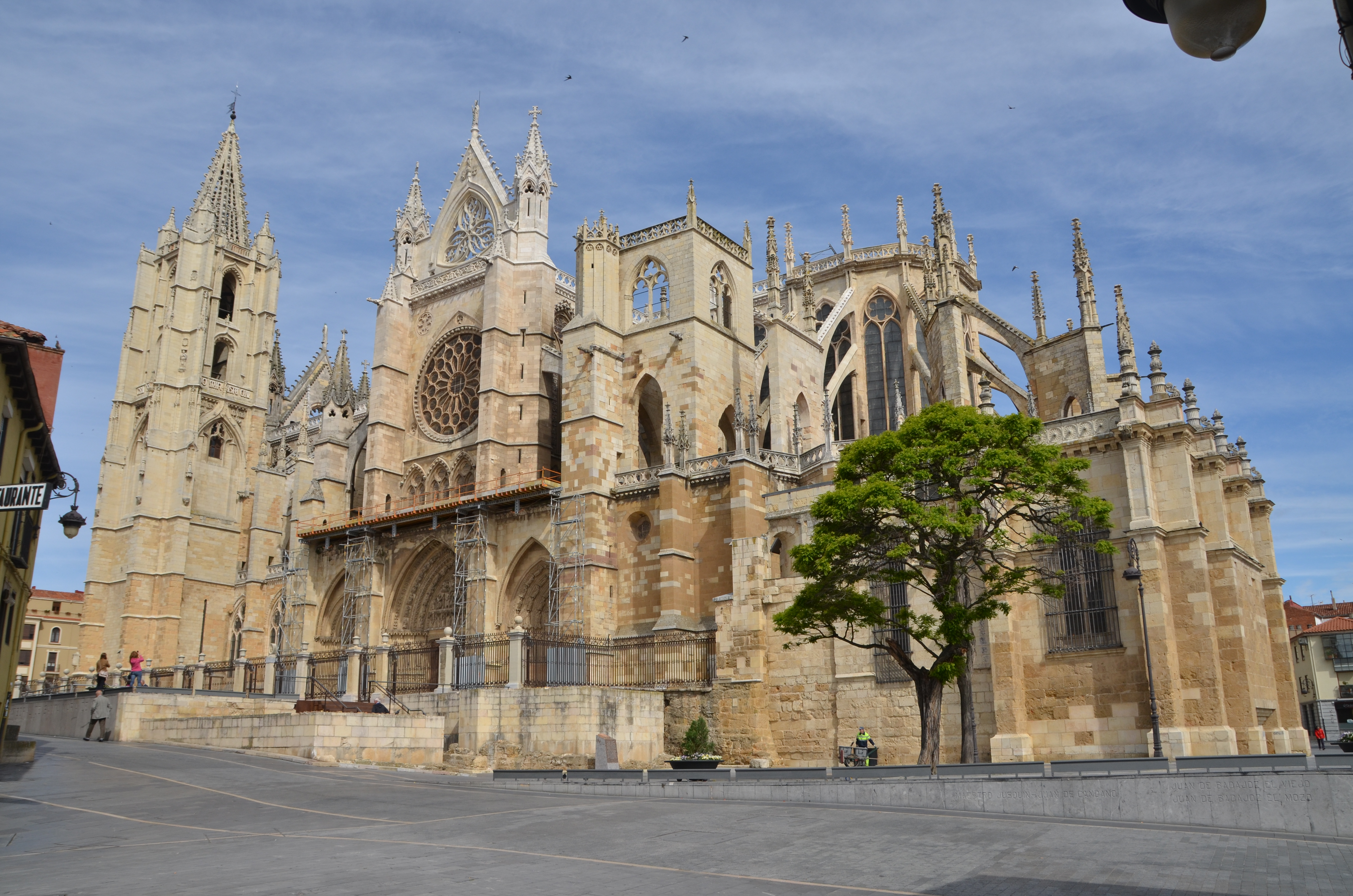
Fachada sul

Estende-se desde a Porta do Bispo, orientada ao sul do templo. Foi a zona que mais sofreu com os problemas construtivos da catedral, tendo sido reconstruída várias vezes. No século XVII, o trifório foi cegado e foi construída uma empena barroca em forma de espadaña. No século seguinte, após o sismo de Lisboa de 1755, a rosácea foi desmontada e substituída por uma janela dupla barroca. A fachada atual foi construída durante os grandes restauros do século XIX e foi projetada por Matías Laviña; foi construído um novo trifório, rosácea e empena neogóticas, imitando la fachada norte, que nunca tinha sido retocada. À direita da grande rosácea encontra-se a chamada "cadeira da rainha", uma torre erigida no século XV pelo mestre Justín, que servia para suportar as tensões dos arcobotantes em direção à cabeceira.
A portada sul também tem três pórticos, ao estilo das catedrais góticas francesas, construídos entre 1265 e 1275. A porta esquerda é chamada "da morte", devido à figura dum esqueleto com asas que foi colocado posteriormente sobre um dos cachorros, que acompanha a exibição heráldica de Castela e Leão. O tímpano não tem decoração, a qual só existe nas arquivoltas e jambas.
A porta central, chamada "do sarmental", é muito similar à Porta do Sarmental da Catedral de Burgos. Nela está representado Cristo sentado como Pantocrator, mostrando o Livro da Lei e rodeado pelos tetramorfos, que representa, os Quatro Evangelistas: o touro (São Lucas), a águia (São João), o leão (São Marcos) e o homem (São Mateus). Ao lado estão evangelistas sentados, escrevendo em escrivaninhas. As arquivoltas são ornamentadas com anjos e anciãos do Apocalipse com instrumentos musicais. O mainel é ocupado por estátua de São Fruela (San Froilán).
A porta direita, chamada "de San Froilán" (São Fruela), tem no tímpano cenas da vida do santo, a sua morte e a trasladação das suas relíquias para a catedral leonesa. As arquivoltas estão decoradas com anjos. Esta porta teve grande importância na Idade Média, pois era por ela que entrava o bispo, por estar situada em frente ao Paço Episcopal. Além disso, era também usada pelos peregrinos que entravam por uma porta da muralha perto da catedral para visitar os restos do santo. Atualmente está cegada.

### Fachada norte

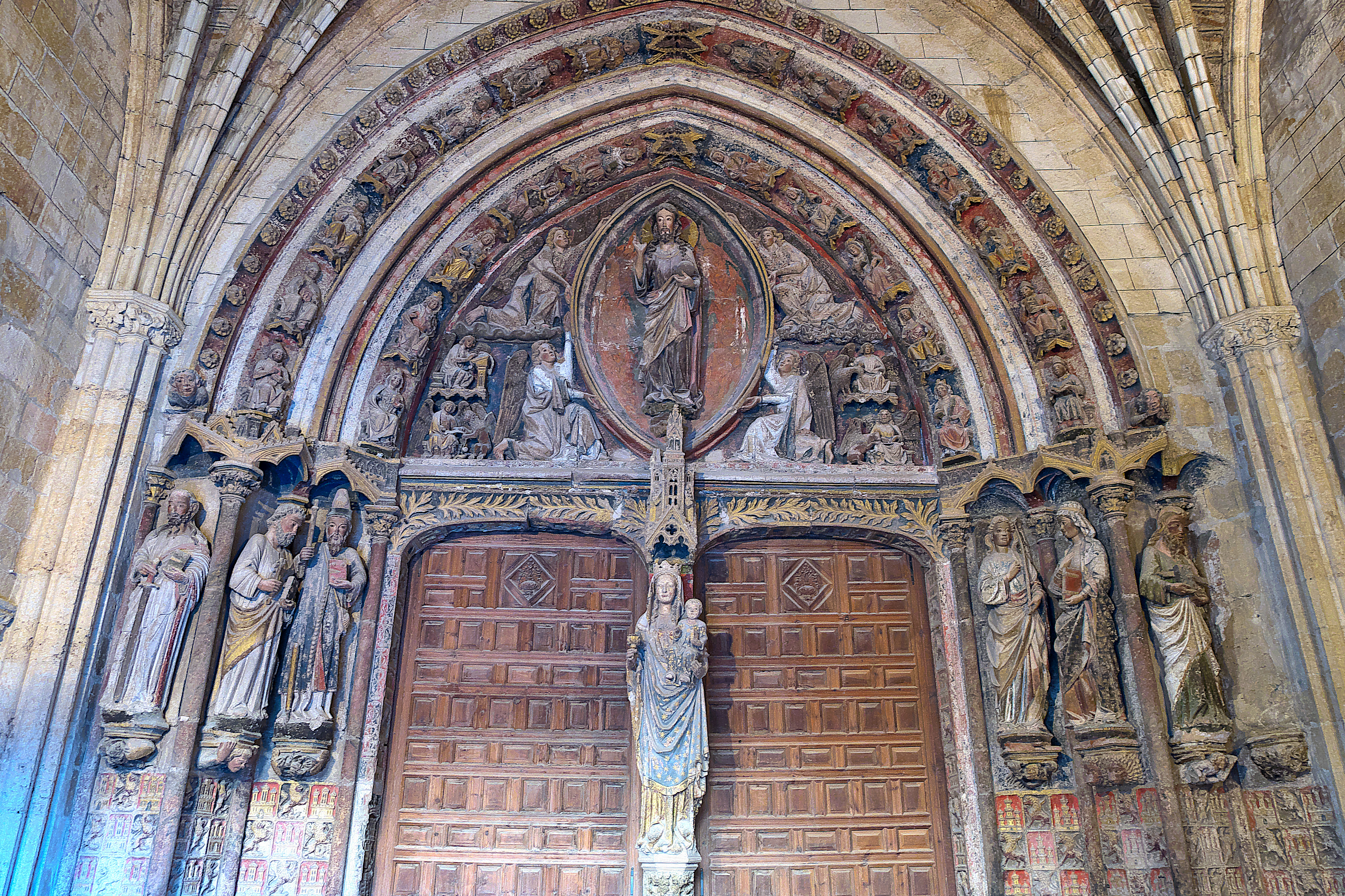
Porta central da fachada sul, com a Virgem do Dado ao centro

Encontra-se pouco visível devido a situar-se mesmo em cima do claustro, o que impede a sua visibilidade total a não ser desde o claustro ou desde as partes altas da cidade. Tem uma empena com trifório, encimado por uma grande rosácea com vitrais do fim do século XIII. A extremidade da empena triangular e a sua rosa aberta datam do século XV e foi usados como modelo para a reconstrução das empenas nos lados sul e oeste durante as restaurações do final do século século XIX. À esquerda da fachada há outra torre ("a limona"), erigida no século XV para  suportar as tensões dos arcobotantes em direção à cabeceira. Esta fachada não foi mexida durante as grandes restaurações, permanecendo inalterada desde a sua construção.
Na sua origem, a portada era tripla, como as das outras fachadas, mas não dá para o exterior da catedral, estando coberta pela divisão de acesso ao claustro. A porta esquerda foi cegada e desapareceu com a construção do claustro. A porta central, chamada "da Virgem do Dado", foi construída na última década do século XIII e ainda conserva a maior parte da sua policromia, do século XV. No seu tímpano, um Cristo abençoa desde a amêndoa mística sustentada por anjos que têm ao seu lado os evangelistas. No mainel está a escultura da Virgem do Dado, assim chamada devido à lenda sobre um soldado romano que, por causa do jogo lhe estar a correr mal, atirou os seus dados à cara do Menino Jesus, que sangrou milagrosamente; esse milagre está representado num vitral. Nas jambas estão representados São Paulo, São Pedro, Santiago, São Mateus e a Anunciação a Maria.
A porta direita é usada como entrada e saída da divisão que dá acesso ao claustro. O tímpano não é esculpido e em vez disso tem uma pintura gótica da Virgem com o Menino. Nas arquivoltas há figuras vegetais que ainda conservam policromia.

### Naves

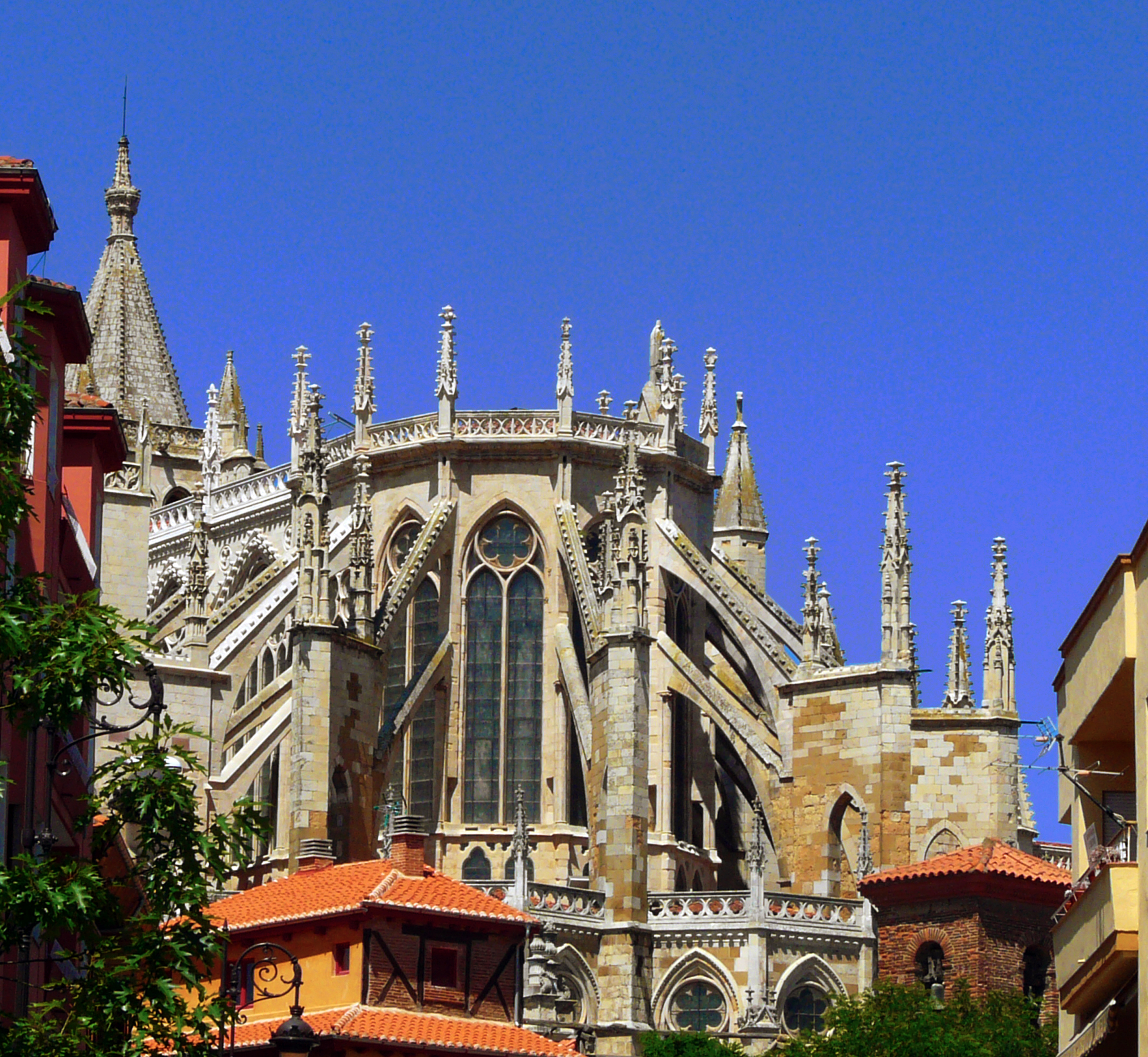
Vista exterior da abside

A catedral tem três naves e um transepto. A nave central tem 90 metros de comprimento e 30 de altura, enquanto que as naves laterais têm 15 m de altura e unem-se através da charola. Do exterior são perfeitamente visíveis todos os contrafortes, arcobotantes e pináculos ao longo das naves, que servem para desviar as tensões do edifício para o exterior, permitindo que as paredes das naves tenham grandes janelas. Também existe uma grande quantidade de gárgulas, com forma de animais ou monstros míticos, que serviam para expulsar a água que caía do telhado pelos arcobotantes.
Do exterior é notória uma das caraterísticas mais importantes do edifício, que é a substituição das paredes maciças de pedra por vãos com vitrais. As duas naves laterais estão perfuradas com vãos desde a fachada ocidental até ao transepto, constituindo as janelas da parte baixa do edifício. A nave central também´está perfurada com grandes janelas que percorrem todo o edifício, incluindo o transepto e a abside, dando lugar ao clerestório. Abaixo deste encontra-se o trifório aberto, que também percorre o edifício. Este aligeiramento das paredes é o que concretiza a "desmaterialização" da arte gótica. Na pedra entre as janelas da nave principal há algumas volutas e adornos que foram adicionados nos restauros do final do século XIX.

### Abside
Trata-se da parte mais antiga da catedral, pois as igrejas começavam a ser construídas pela cabeceira para se poder realizar culto antes da conclusão definitiva da construção. A vista da catedral desde a abside é uma das mais impressionantes, porque é nesta zona que os arcobotantes atingem a sua maior espetacularidade. Os desviam as tensões para o exterior, permitindo aligeirar as paredes, que podem ser perfuradas por grandes janelas. Durante grande parte do ano, os pináculos da abside são usados como poiso e para ninhos de numerosas cegonhas. Algumas delas passam o inverno em Leão.

## Interior

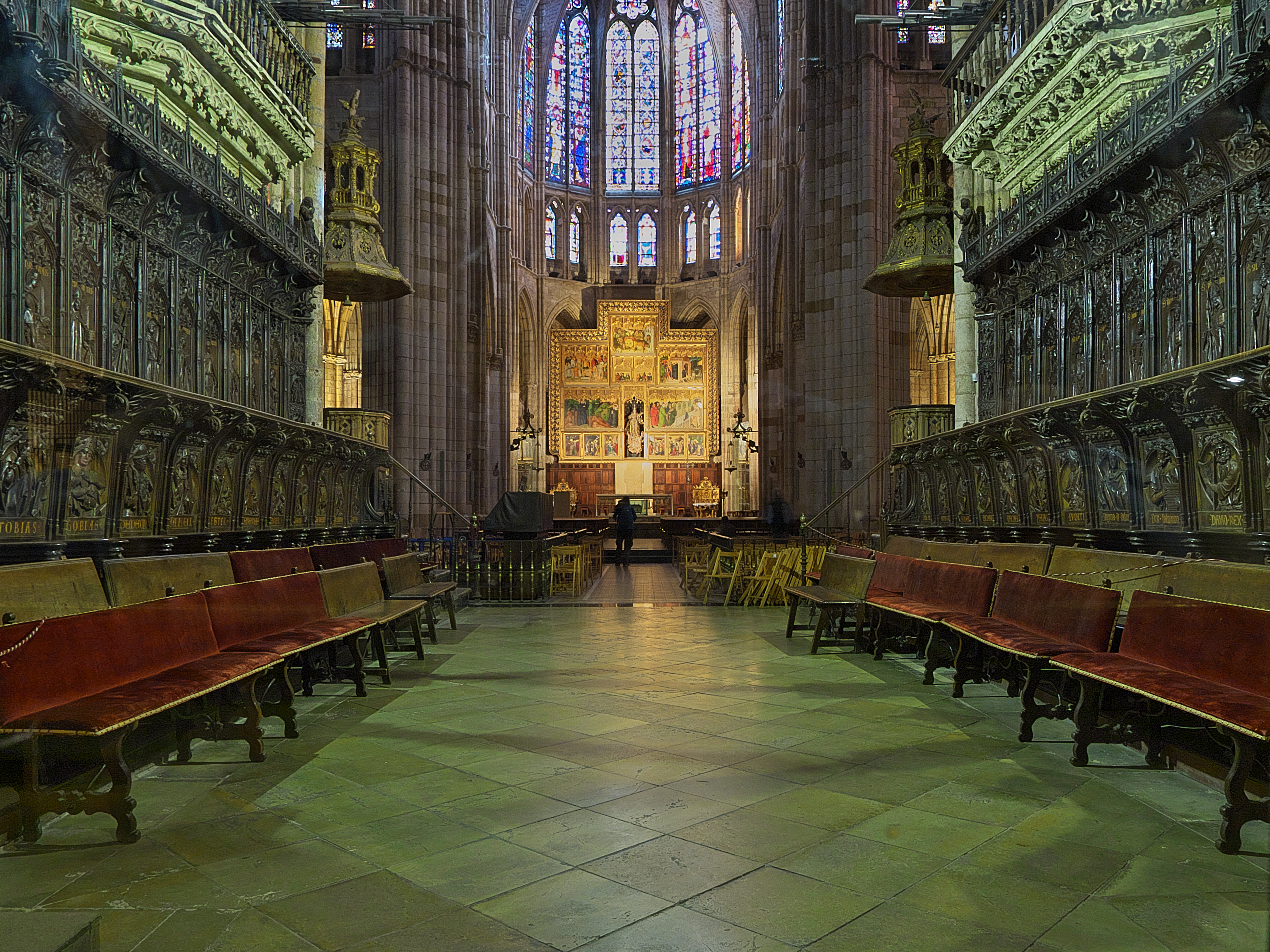
coro na nave central

No que toca ao alçado interior, a catedral segue o modelo francês em três andares ou registos. O primeiro é o dos arcos formeiros, pontiagudos e com pilares com nervuras em cujos baquetões se inserem os nervos das abóbadas, criando um eixo que marca a verticalidade do interior. O segundo andar é o trifório e o terceiro é o clerestório, o conjunto de vitrais.
Coro
O coro, mais uma vez seguindo o costume estrangeiro, estava originalmente situado na cabeceira, diante do altar-mor. Em 1476 foi mudado para o centro da nave principal. Em 1915, o arquiteto Cárdenas abriu um grande arco central, com enormes vidros, que recuperam parcialmente a antiga perspetiva da nave central e a vista do altar-mor. O cadeiral atual, possivelmente substituto dum anterior, foi realizado entre 1461 e 1481 em estilo gótico e madeira de nogueira. Trata-se de um dos cadeirais mais antigos de Espanha. A sua execução esteve inicialmente a cargo do mestre Enrique, o carpinteiro que planeou o trabalho, a quem sucederam Juan de Malinas e o mestre Copín, que esculpiram as principais talhas (cabeceiras e costas). Um rico conjunto de motivos reúne os habituais personagens do Antigo Testamento e os santos nos locais mais visíveis, contrapondo-os a várias figuras profanas de estilo burlesco tradicional, à moda nórdica. Os autores não se esquivaram de usar figuras de clérigos para satirizar os vícios, em mordazes cenas que por vezes roçam a obscenidade.
Órgão
A tradição organística da catedral leonesa remonta à Idade Média, como é usual nas catedrais europeias. O órgão atual é herdeiro desta longa história e dispõem-se nas quatro tribunas que estão sobre as laterais do coro. Foi construído pela empresa de órgãos alemã Johannes Klais Orgelbau, de Bona, e inaugurado a 21 de setembro de 2013. A conceção e disposição sonora do instrumento são obra do compositor e organista francês Jean Guillou, enquanto que o desenho das fachadas de tubos deve-se ao artista leonês Paco Chamorro Pascual. O órgão tem um total de 64 registos (incluindo onze por transmissão), repartidos em cinco teclados manuais e um de pedal. As transmissões de notas e registos são elétricas.

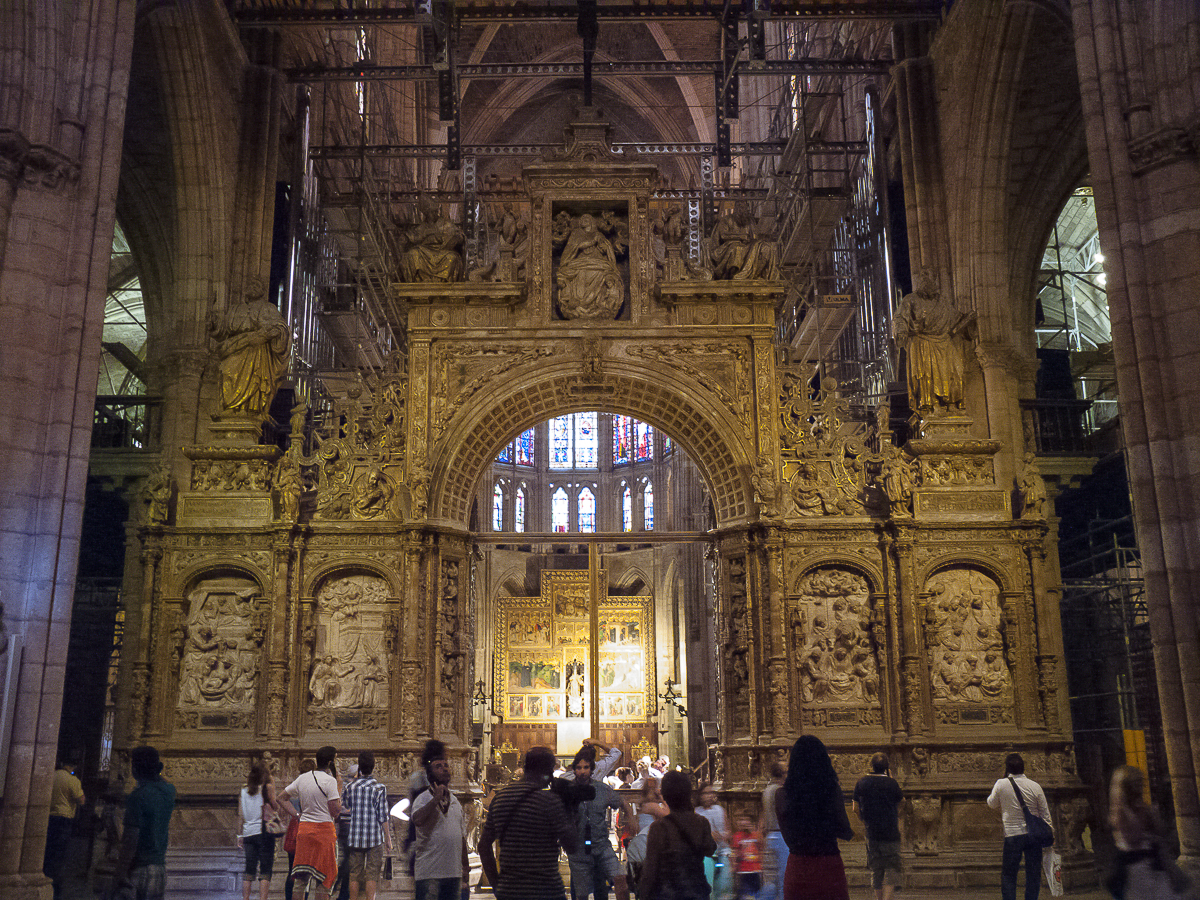
Retrocoro
Inicialmente havia um antecoro que ficava entre os fiéis e o altar, que ficava assim fechado e inacessível. Esse antecoro foi reestruturado entre as décadas de 1560 e 1590, em plena Contrarreforma, elevando a sua envergadura com imagens laterais e um grande arco triunfal. o escultor Esteban Jordán lavrou os quatro relevos de alabastro com cenas da Anunciação, da Natividade e da Adoração.

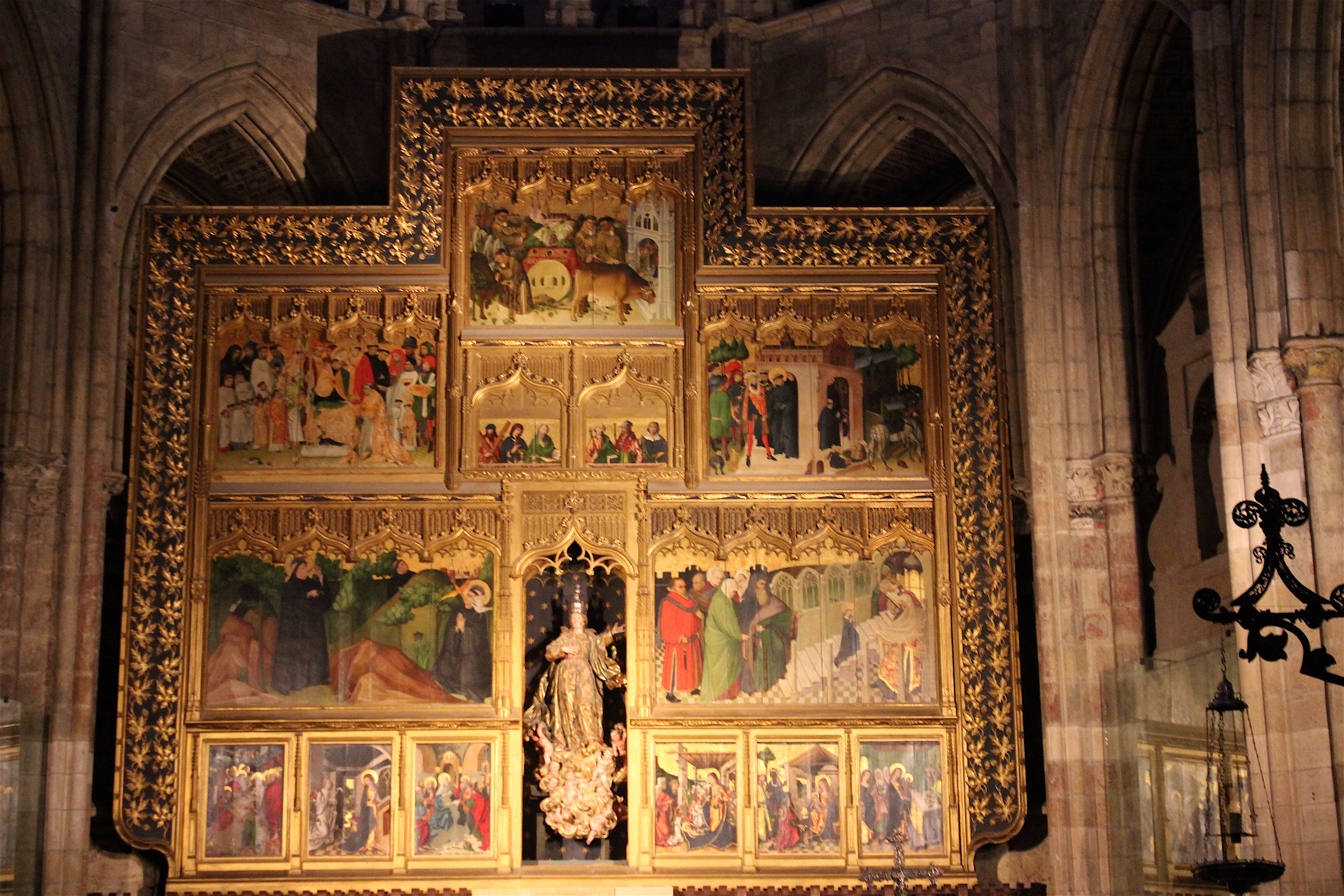
Altar-mor
Está preenchido por um retábulo neogótico montado por Juan Bautista Lázaro com cinco quadros procedentes do retábulo perdido de meados do século XV da autoria de Nicolás Francés e outros de várias proveniências. Representam a vida de São Fruela, a trasladação do corpo de Santiago e a Apresentação de Nossa Senhora, numa mistura de estilo gótico internacional e gótico flamengo. Destacam-se os quadros laterais, em especial o do lado esquerdo, do Sepultamento. No altar encontra-se a arca de São Fruela (San Froilán), obra-prima do prateiro Enrique de Arfe executada entre 1519 e 1522, com algumas modificações barrocas. O altar é fechado por uma grade  de estilo plateresco, da autoria de João de Badajoz, Filho (c. 1495–1552).
Deambulatório e capelas
Em redor da parte traseira do altar-mor encontra-se o deambulatório ou charola. Como em muitas outras catedrais do Caminho de Santiago, o deambulatório é muito espaçoso, para permitir a circulação dos numerosos peregrinos e evitar aglomerações. É composto por nove capelas de forma hexagonal fechadas por grades. Cada uma das capelas tem uma janela dupla com vitrais.
A Capela do Carmo situa-se na nave sul, imediatamente depois do cruzeiro e antes de chegar à charola, alberga o sepulcro do bispo Rodrigo Álvarez e tem um pequeno altar. A Capela do Cristo também precede a charola e tem um retábulo renascentista com calvário datado de 1524, obra de Juan de Valmaseda. A capela de acesso à sacristia encontra-se vazia e dá acesso ao edifício da sacristia, anexo à catedral. É uma obra plateresca de João de Badajoz, Filho. A Capela da Consolação tem murais do século XVI.
Na Capela da Virgem Branca encontra-se a imagem original da Virgem Branca, que até 1954 estava na porta principal da catedral. À sua esquerda está o sepulcro da condessa Sancha Muñiz, uma nobre leonesa morta em 1045 que fez grandes doações para a construção da catedral. À direita está o sepulcro de Afonso de Valência, filho do infante João de Castela "o de Tarifa" e neto de Afonso X. Ambas as sepulturas são do século XIV. Em frente a esta capela, imediatamente atrás do altar-mor, situa-se o sepulcro de Ordonho II, uma obra do século XIII, reformada com um tímpano no século XV. Da mesma época são também os murais virados para a charola, com temas da Piedade e Ecce Homo, da autoria de Nicolás Francés, que também pintou um mural com o Juízo Final na parede ocidental, o qual foi removido no início do século XIX devido aos seus nus.
A Capela da Conceição é presidida por uma Virgem gótica do século XIV e tem quadros hispano-flamengos. No interior encontra-se o sepulcro de Santo Alvito, bispo de Leão entre 1057 e 1063. A Capela da Natividade consta dum pequeno altar e duma maqueta da natividade, de estilo gótico flamengo do século XV. A Capela de Santiago situa-se fora da charola, na nave norte. É por ela que se acede à antiga biblioteca e às capelas da Virgem do Caminho e de Santo André, por um magnífico arco, obras de João de Badajoz e do seu filho homónimo. Foi construída entre o final do século XV e 1504. Nela destacam-se as quatro janelas com vitrais.
A Capela de Santa Teresa, situada no tramo norte do cruzeiro, tem uma talha da escola de Gregorio Fernández e um mural de Nicolás Francés de 1459, que representa o  Martírio de São Sebastião, restaurado no século XXI.

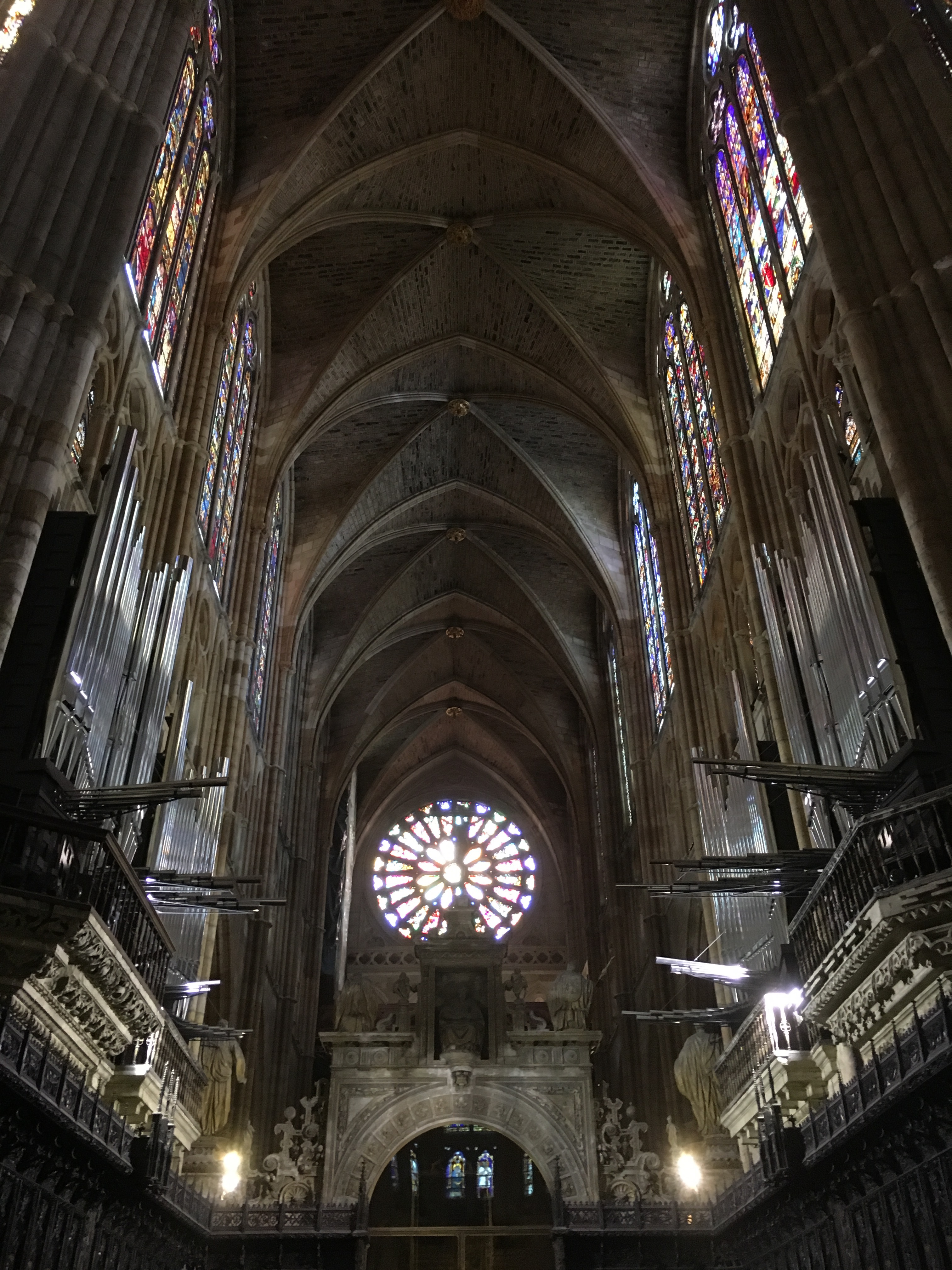
Órgão [f]
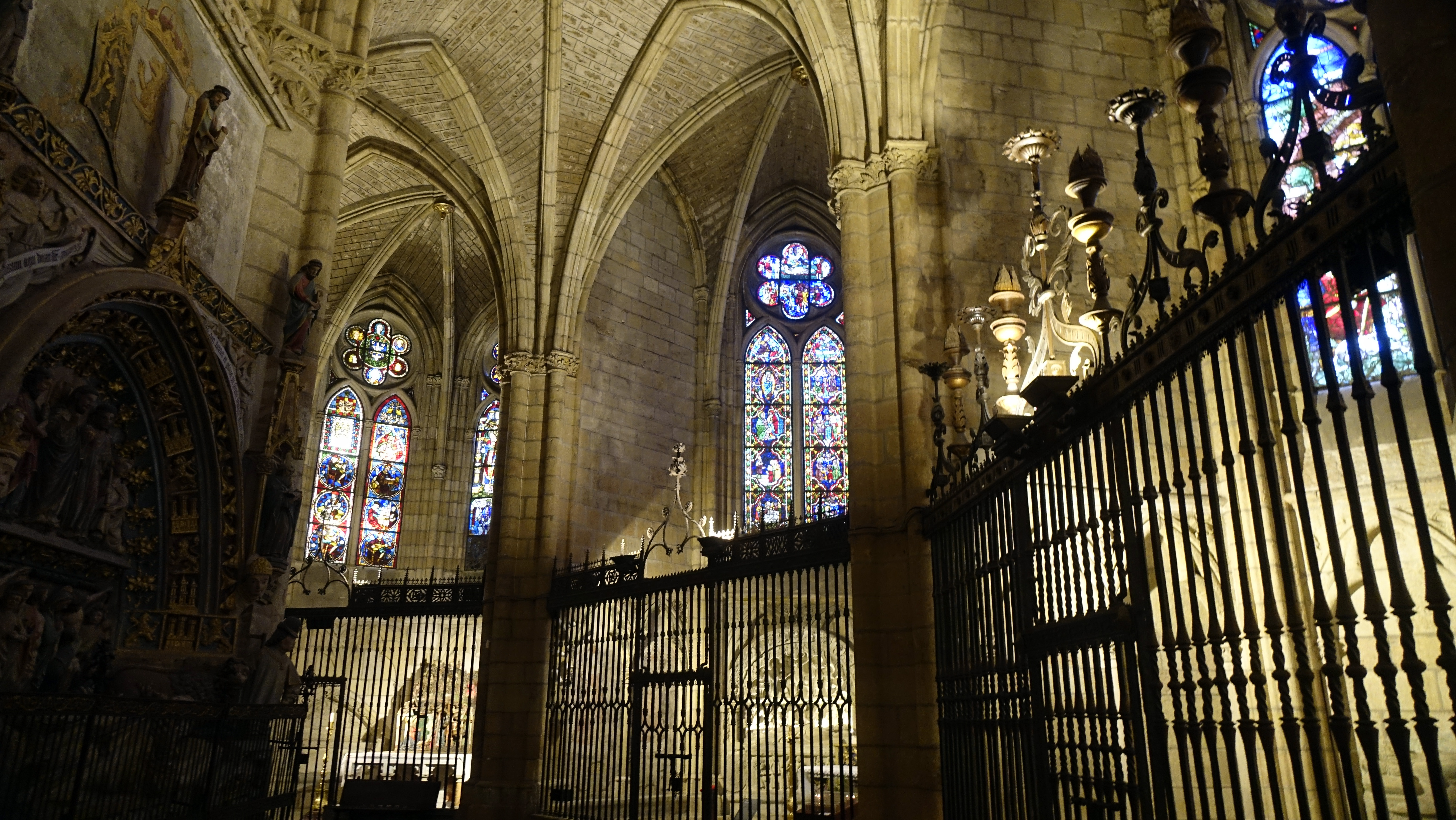
Deambulatório
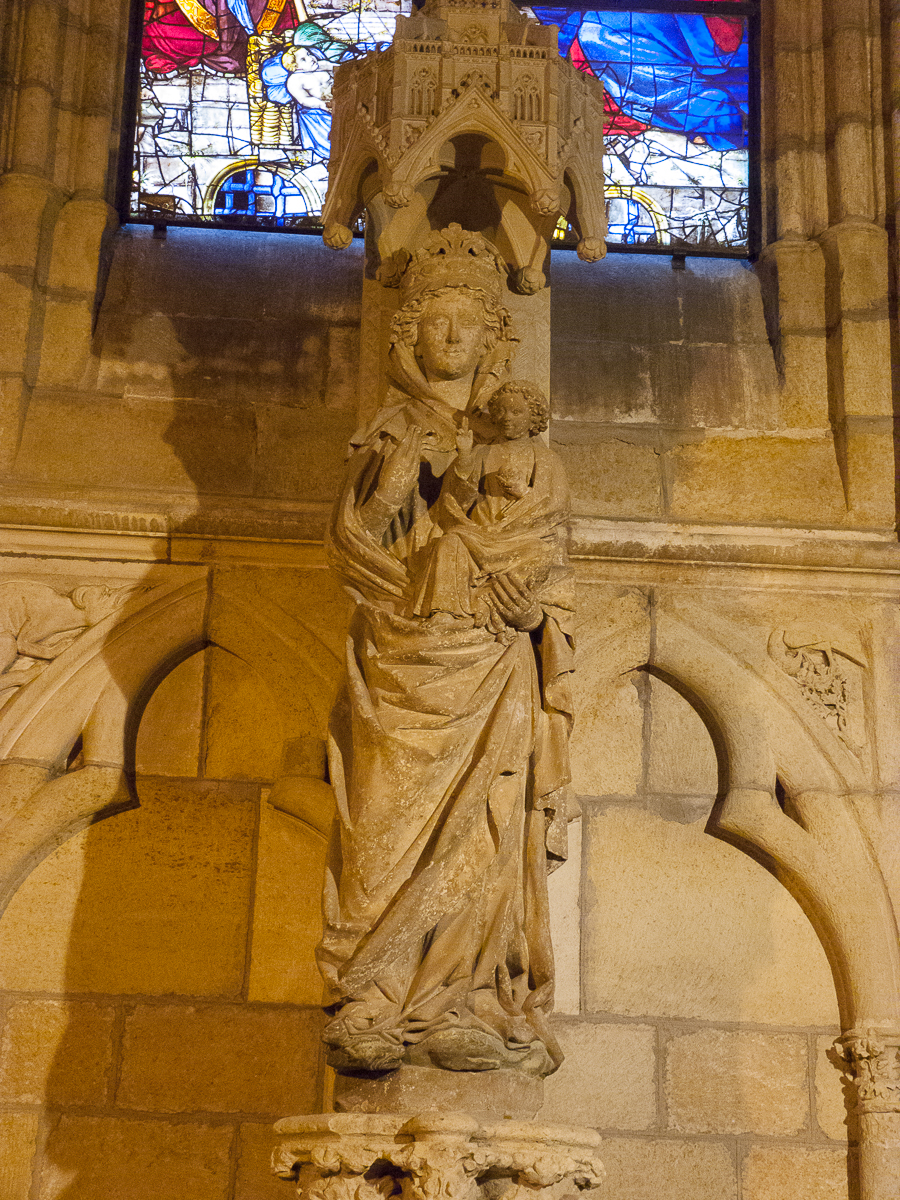
Virgem Branca [g]
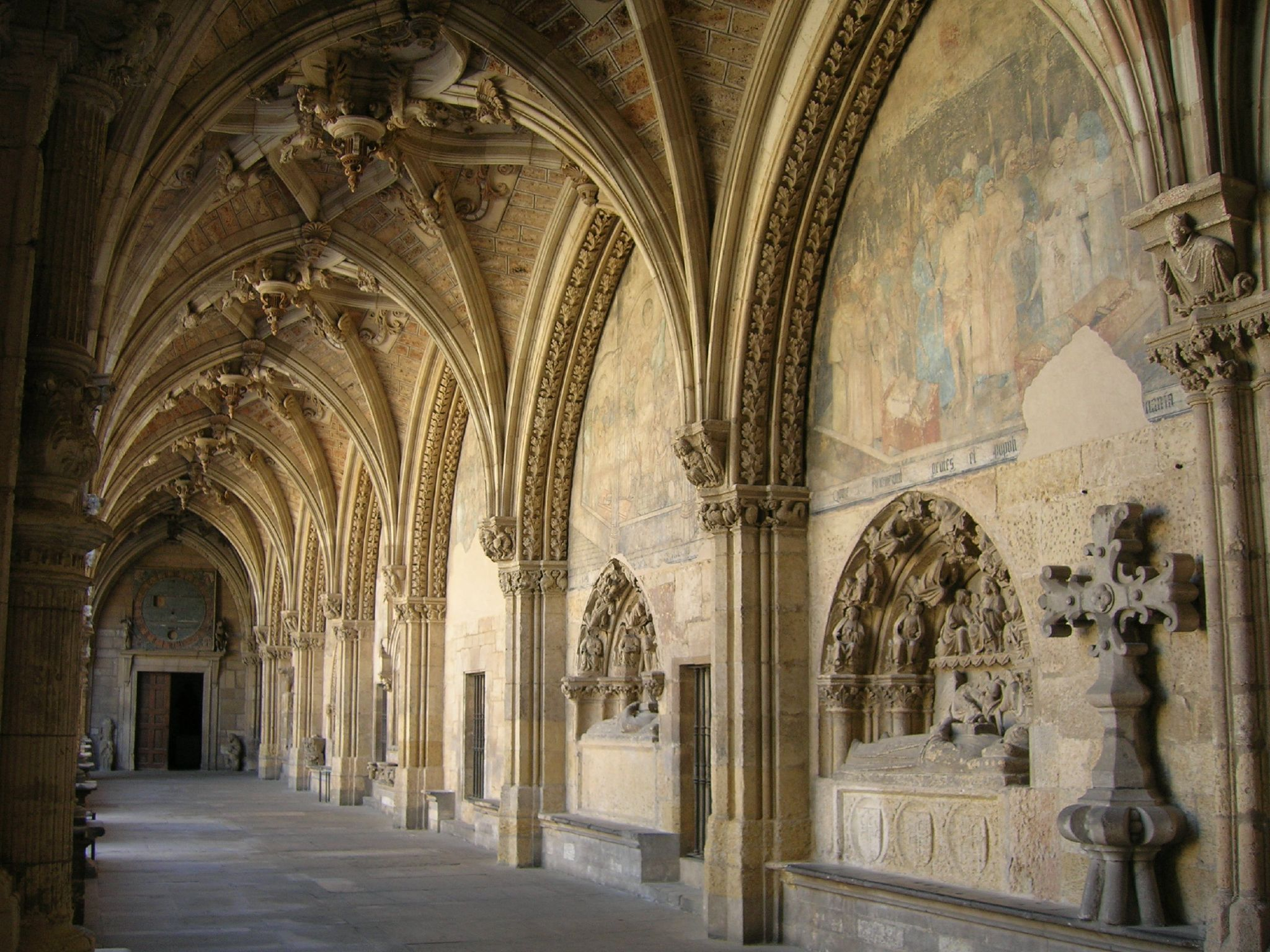
Claustro

[f] ^ O Órgão é repartido em quatro secções nos lados do coro
[g] ^ Imagem original da Virgem Branca, que até 1954 estava na porta principal da catedral, e atualmente está na Capela da Virgem Branca.
Claustro
A catedral foi inicialmente desenhada sem claustro, o qual só foi construído em finais do século XIII e início do século XIV, cobrindo a entrada norte, que desde então deixou de dar para o exterior. O claustro tem planta quadrada com 30 metros de lado, com 6 intercolúnios por lado e 24 pilares no total, respeitando as proporções estabelecidas nos claustros cistercienses. No seu redor agrupam-se várias dependências, incluindo o atual Museu da Catedral.
Os arcos quebrados e capitéis da parede interior apresentam cenas bíblicas e do quotidiano, mostrando mais uma vez o diálogo entre o divino e o humano, típico do gótico. Os murais entre as arcadas do claustro foram pintados com episódios da vida de Cristo por Nicolás Francés na década de 1460, embora alguns deles sejam posteriores, da autoria de Lorenzo de Ávila e outros.
No início do século XVI, João de Badajoz (filho) refez as abóbadas do claustro, aproveitando os panos e os arcos e montando 28 abóbadas em cruzaria elaboradas e decoradas. Os filactérios e medalhões apresentam  um complexo programa iconográfico, vinculado à Virgem de Regla. Sob as abóbadas, há uma coleção de sepulcros que mostram as etapas da atividade escultórica da catedral, embora a maioria deles sejam obras dos séculos XIII e XIV. No centro do pátio e em diverso locais do claustro conservam-se restos das empenas oeste e sul, que foram derrubadas durante os restauros do século XIX pelos arquitetos "purificadores" da catedral.

### Escultura funerária

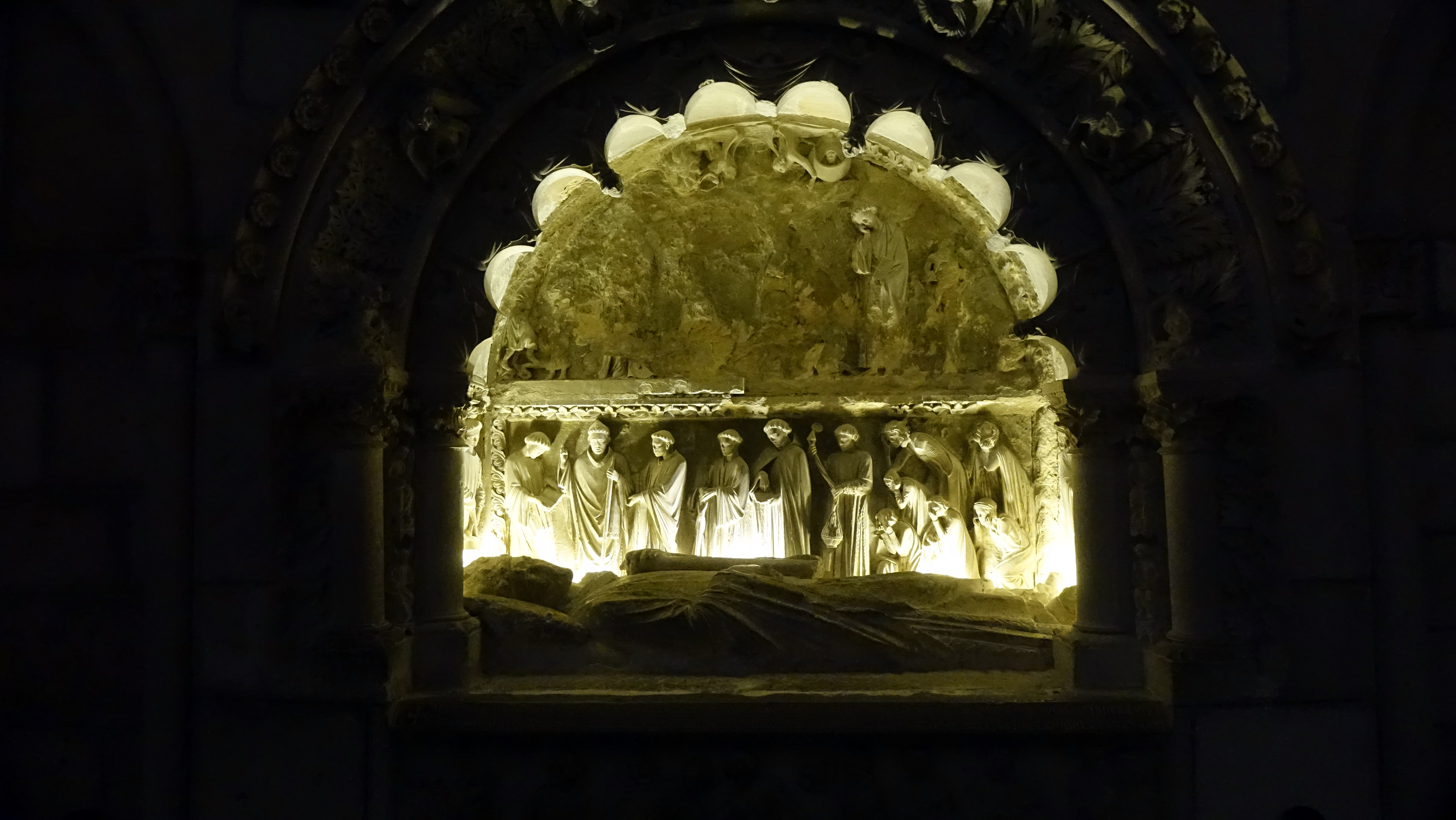
Sepulcro de Dom Martín "el Zamorano"

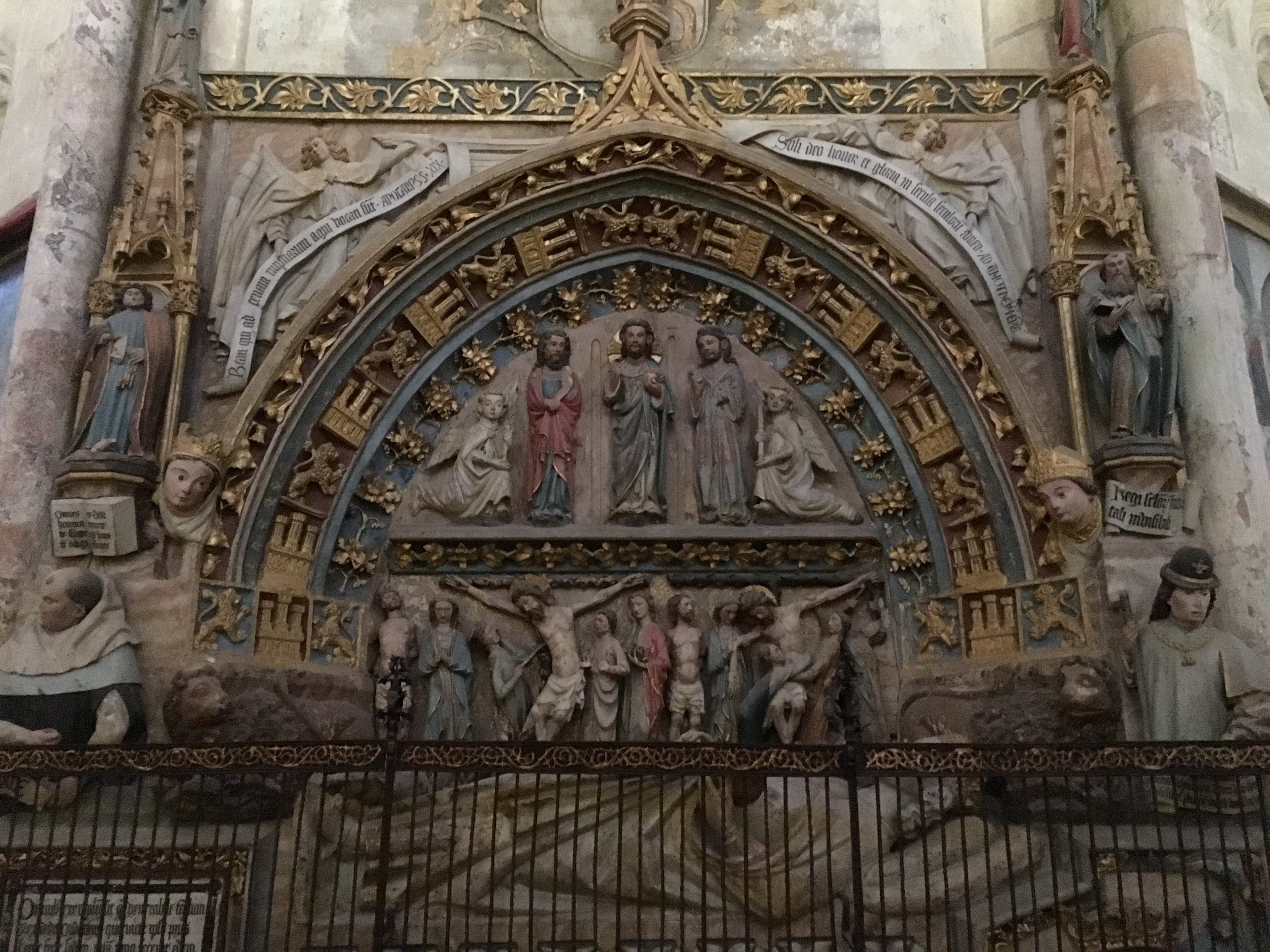
Sepulcro do rei Ordonho II

No claustro e no interior da igreja há múltiplas sepulturas, algumas procedentes da velha catedral românica, portanto anteriores ao edifício atual.
Sepulcro do bispo Dom Rodrigo
D. Rodrigo foi um bispo de Leão que morreu em 1232. O seu túmulo, um dos mais valiosos da catedral, encontra-se no lado sul, na Capela do Carmo, perto da charola. A estátua jacente do bispo está rodeada por clérigos oficiam o funeral e um grupo de pessoas que choram. No tímpano está representado um calvário e na frente do sarcófago os servos do falecido distribuem pão a um grupo de pobres. Este modelo de sepulcro teve grande sucesso, pois há duas cópias dele feitas na mesma catedral e difundiu-se fora de Leão.
O túmulo de Dom Martín "el Zamorano", bispo de Zamora falecido em 1242, é uma obra-prima da escultura funerária,  não obstante ser uma cópia do de D. Rodrigo. Situa-se no lado norte do transepto, junto à entrada do claustro. É atribuído ao chamado "Mestre da Virgem Branca" e a sua qualidade é excecional, com os níveis de expressão e detalhes dos rostos difíceis de superar. A iconografia geral é a mesma da do túmulo de  D. Rodrigo, embora o calvário se tenha perdido devido à corrosão da pedra, conservando-se apenas a figura de São João.
O chamado sepulcro de Martín Fernández encontra-se no lado sul transepto, em posição simétrica ao de D. Martín, e também é atribuído ao Mestre da Virgem Branca. Não se sabe ao certo quem lá está enterrado, podendo pertencer a Martín Fernández, o bispo que iniciou a catedral, ou ao seu antecessor, Munio Álvarez. A favor da primeira hipótese está a presença da imagem de São Martinho num dos três tímpanos. Os outros são preenchidos por uma Crucificação e uma Flagelação. O túmulo encontra-se muito deteriorado, sobretudo na parte inferior, devido às correntes água nas fundações daquela parte da igreja por causa das caldeiras das antigas termas romanas que estão no subsolo.
O sepulcro do rei Ordonho II situa-se no transepto, logo atrás do altar-mor e em frente à capela da Virgem Branca. A obra é variegada e a maior parte dela é do século XV, mas a estátua jacente é do século XIII, contemporânea da catedral. Ordonho II, o rei de Leão a quem se deve a construção da primeira catedral leonesa no século X, é representado com uma aparência serena e uma postura incorreta, pois alguns dos seus traços parecem mais típicos de uma figura ereta do que deitada.
Na capela da Virgem Blanca, encontram-se outros dois túmulos do século XIV, de ambos os lados da escultura da Virgem. Um deles contém os restos mortais de Afonso de Valência, filho do infante João de Castela "o de Tarifa" e neto de Afonso X. No outro, está a a condessa Sancha Muñiz. Ambos os túmulos estão embutidos na parede da capela e têm forma de sarcófago, com estátua jacente no topo.
No claustro também há vários túmulos dignos de nota, pertencentes a bispos e outras figuras leonesas proeminentes, datados dos séculos XIII a XVI.

### Pintura

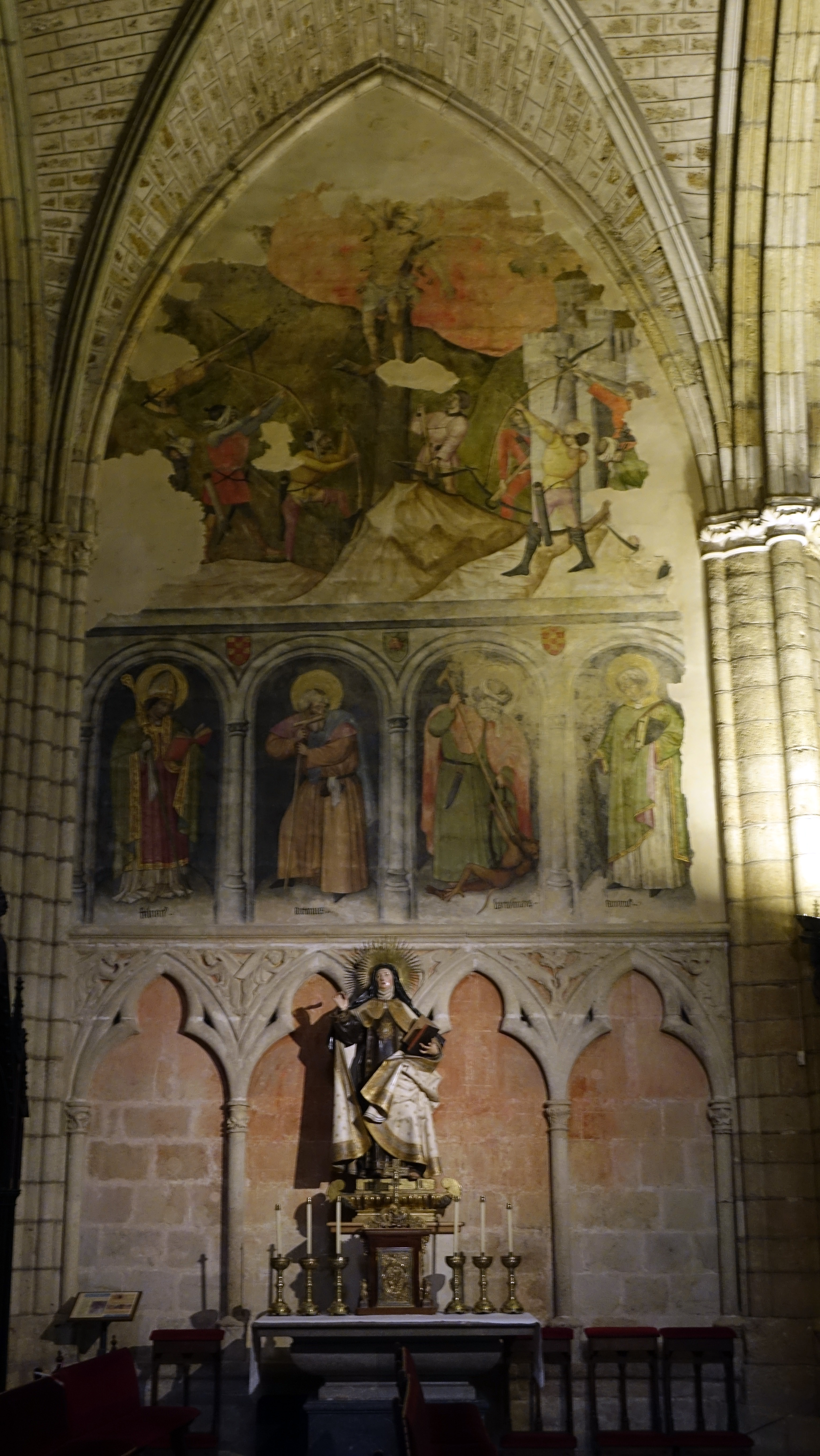
Mural de Nicolás Francés na capela de Santa Teresa

A pintura, talvez algo deslocada devido à grandiosidade dos vitrais, só surge na catedral no século XV, época em que houve vários mestres que compuseram um acervo variado. A pintura mais antiga é a da parte traseira do altar, que representa uma Pietà com influência italiana. Muito perto dela está um Ecce Homo mutilado. No braço norte do transepto, encontra-se um painel pintado com o martírio de Santo Erasmo. Não obstante a brutalidade da cena, os personagens parecem pacíficos.
Obras de Nicolás Francés
De todos os mestres que trabalharam em Leão durante o século XV, Nicolás Francés destaca-se especialmente, a ponto de caraterizar a pintura na catedral. Deve ter nascido em frança (daí o seu nome), mas foi jovem para Leão, onde trabalhou até morrer em 1468. Uma das suas obras mais importantes foi o retábulo do altar-mor, que ali esteve durante trezentos anos, até que foi substituído em 1741 por um barroco de tamanho descomunal, desenhado por Narciso Tomé, o autor do Transparente, uma peça de altar famosa da Catedral de Toledo, e executado pelo seu primo Simón Gabilán Tomé e o sogro deste, José de Sierra.
Em finais do século XIX, os restauradores consideraram que a obra barroca atentava contra a estética do templo e contra os elementos estruturais da cabeceira, pelo que a desmontaram e enviaram-na para a igreja dos Capuchinhos. No seu lugar foi colocado no altar-mor uma composição com os painéis do retábulo de Nicolás Francés que ainda se conservavam e outras do mesmo artista que vieram da Igreja de Nossa Senhora do Mercado em Leão e de  Palanquinos, uma localidade do município de Villanueva de las Manzanas. Entre estas há seis pequenas pinturas com cenas da vida de Virgem e os dois painéis da parte central, vindos de Palanquinos, com os apóstolos André, João e Paulo num lado e Pedro, Santiago e Tomás no outro. Os painéis originais de Nicolás Francés que foram repostos representam a Virgem, São Fruela (San Froilán) e Santiago.
Outra obra fundamental de Nicolás Francés são as pinturas murais que decoram grande parte das paredes do claustro. Foram pintadas na década de 1460 e das 29 existentes mais de 20 foram da sua autoria. Representam cenas da vida de Nossa Senhora e de Cristo, com um desenho ágil e de grande expressividade. A exposição aos agentes meteorológicos no claustro deteriorou a policromia, que foi recuperada durante os restauros levados a cabo por Juan Crisóstomo Torbado no final do século XIX. Outra obra digna de nota é a pintura mural do  Martírio de São Sebastião na capela de Santa Teresa, recuperada no século XXI.

### Vitrais
A catedral é conhecida sobretudo pelos seus vitrais, que possivelmente constituem o conjunto mais importante do mundo juntamente com a da Catedral de Chartres. A maior parte dos vitrais são os originais, um caso raro em catedrais medievais, realizados entre os séculos XIII e XIV. Acredita-se que a técnica dos vitrais tenha origem na cultura muçulmana. Dela foi tomada pela arte cristã, que os utilizou a partir do século XI, atingindo o seu apogeu dois séculos mais tarde. No século XIV entrou na total decadência e, mais tarde, com a perda de interesse pela arte medieval, os vitrais foram eliminados em muitas igrejas. Isso, juntamente com a fragilidade própria do vidro, explica que tão poucas coleções tenha sido conservadas.
Na sua época de esplendor, os vitrais não eram encarados como meros elementos decorativos, mas sim como uma parte fundamental do edifício. A técnica do arcobotante permitia que as paredes fossem praticamente eliminadas como elemento de sustentação, pelo que se podiam abrir grandes janelas que, cobertos de vitrais, davam ao templo uma aparência mágica. Neste sentido, a Catedral de Leão foi um dos edifícios com mais metros quadrados de vitrais em relação ao seu tamanho. Em termos da distribuição dos vitrais, segundo as medições feitas por Demetrio de los Ríos no século XIX, há 464 m² na parte inferior, 282 no trifório e 1 018 na parte superior, o que perfaz um total de 1 764 m². O conjunto tem 134 janelas e três grandes rosáceas. Esta enorme superfície torna-se ainda mais impressionante devido às dimensões relativamente modestas da catedral.
Não obstante, aparentemente entre os séculos XV e XVI foi tapada uma parte das janelas inferiores (das quais só se conservam as partes superiores e as rosas originais) e do trifório, para dar maior consistência ao edifício devido aos seus problemas construtivos, se bem que estas zonas envidraçadas foram recuperadas nos restauros do século XIX por Demetrio de los Ríos e Juan Bautista Lázaro, com a criação de outras novas usando técnicas construtivas medievais.

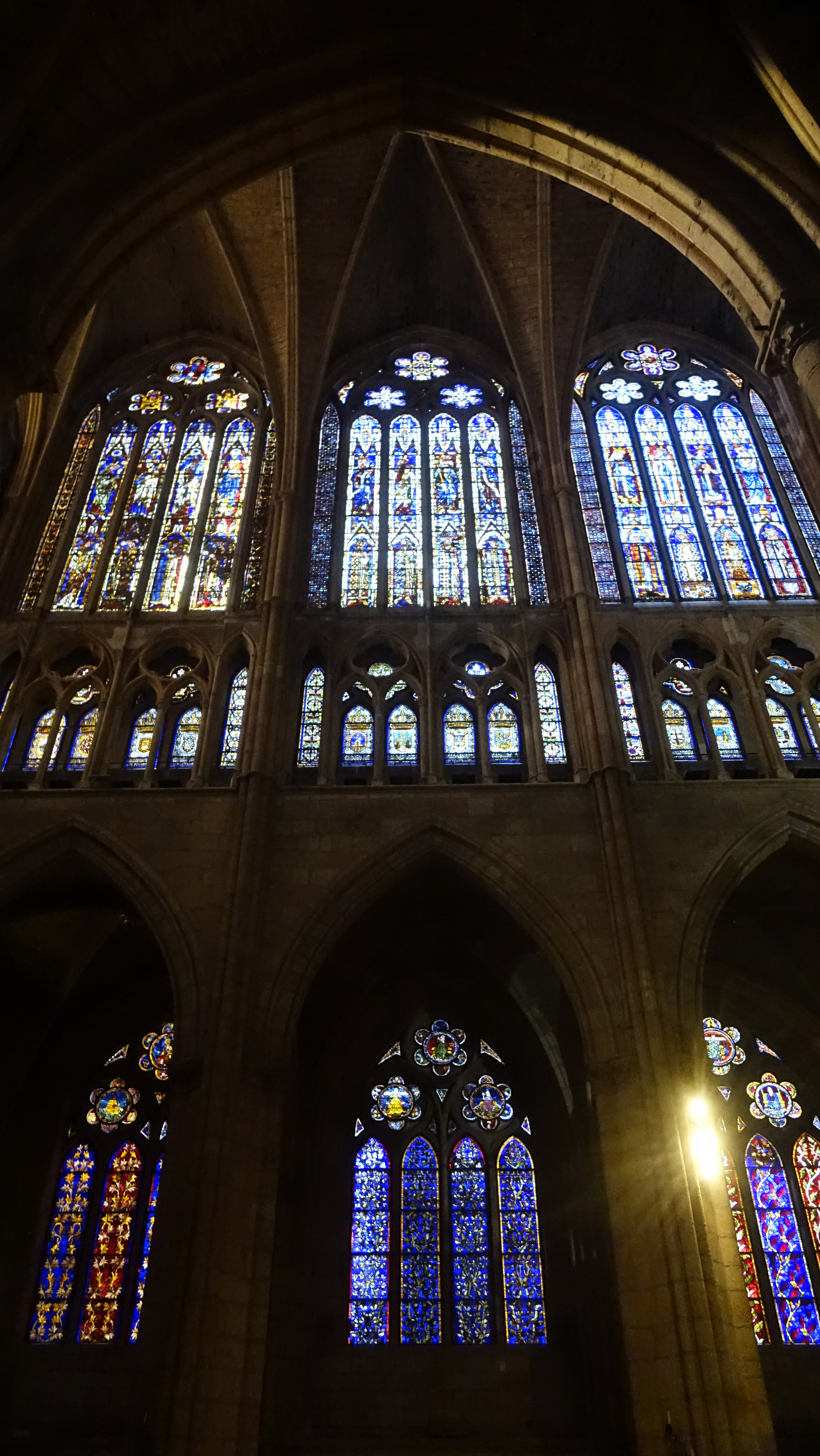
Clerestório, trifório e janelas inferiores
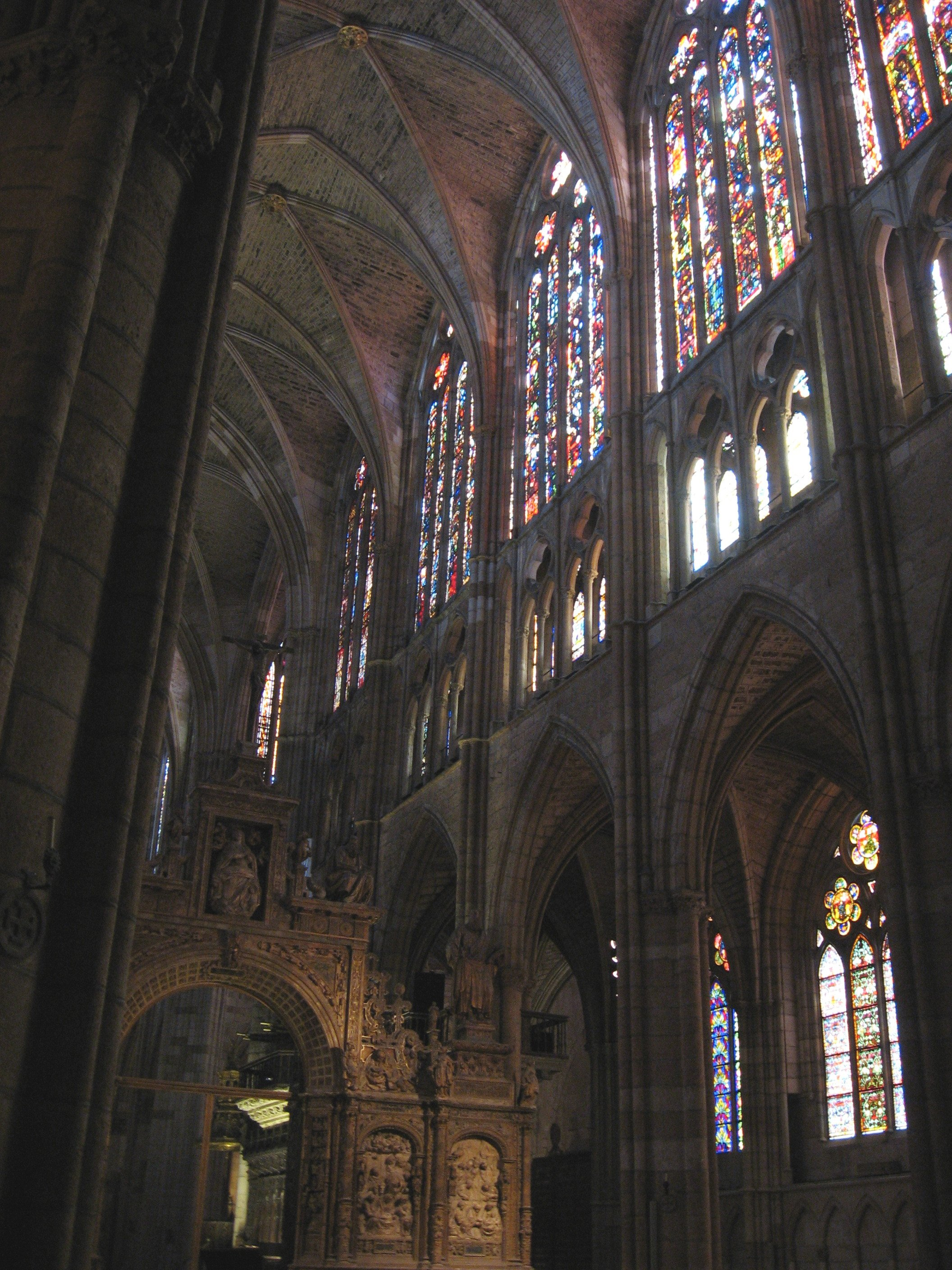
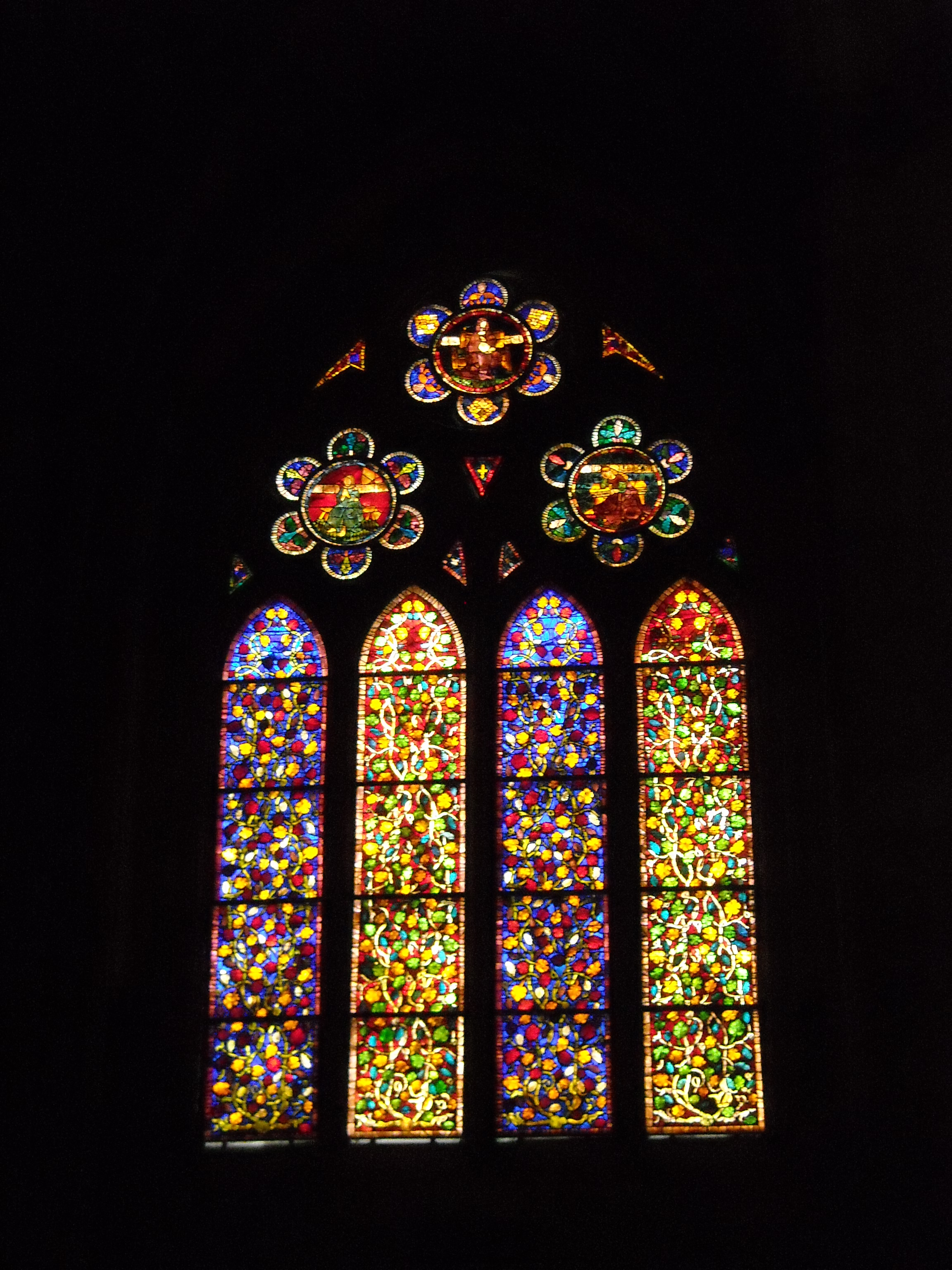
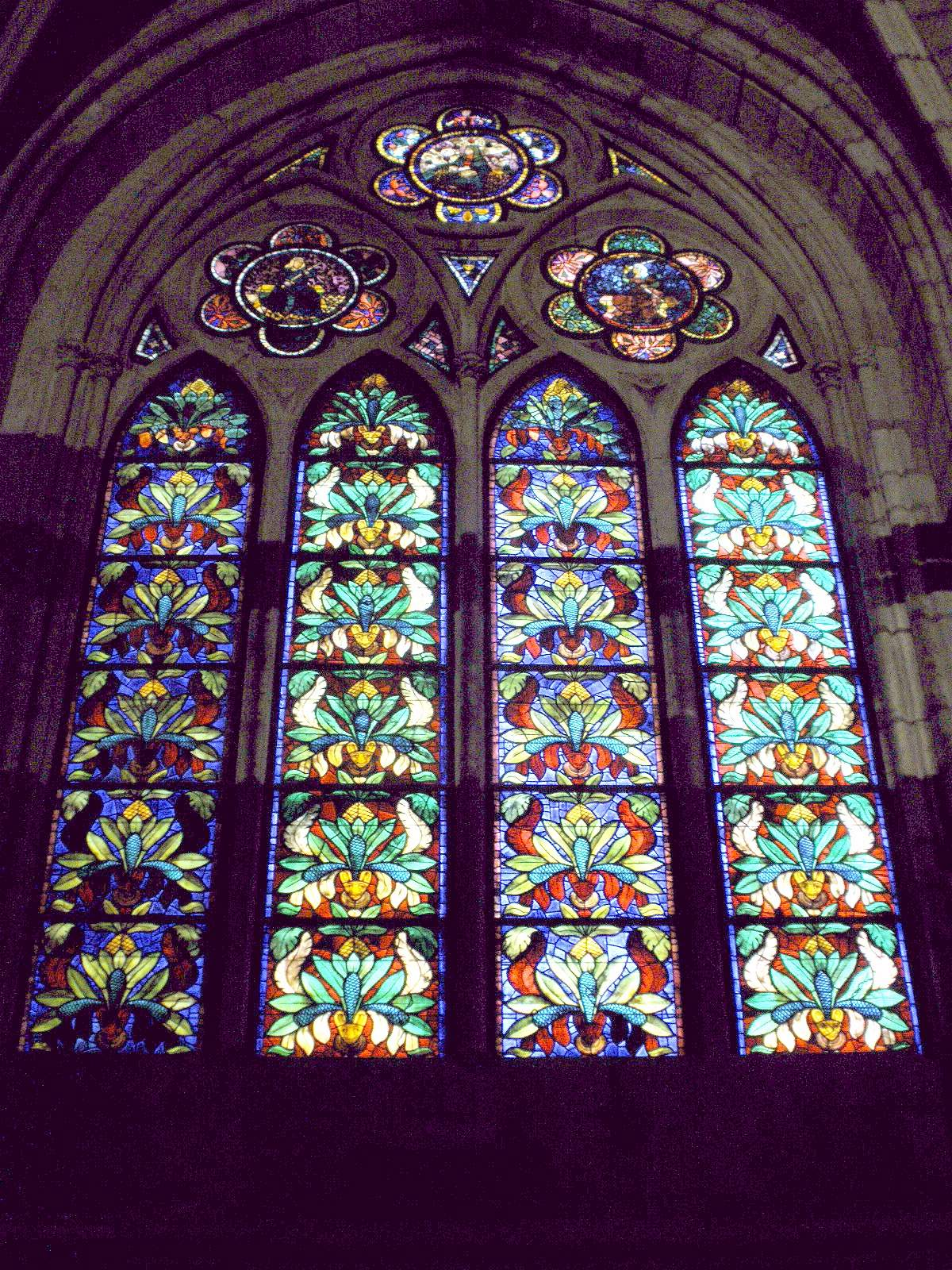
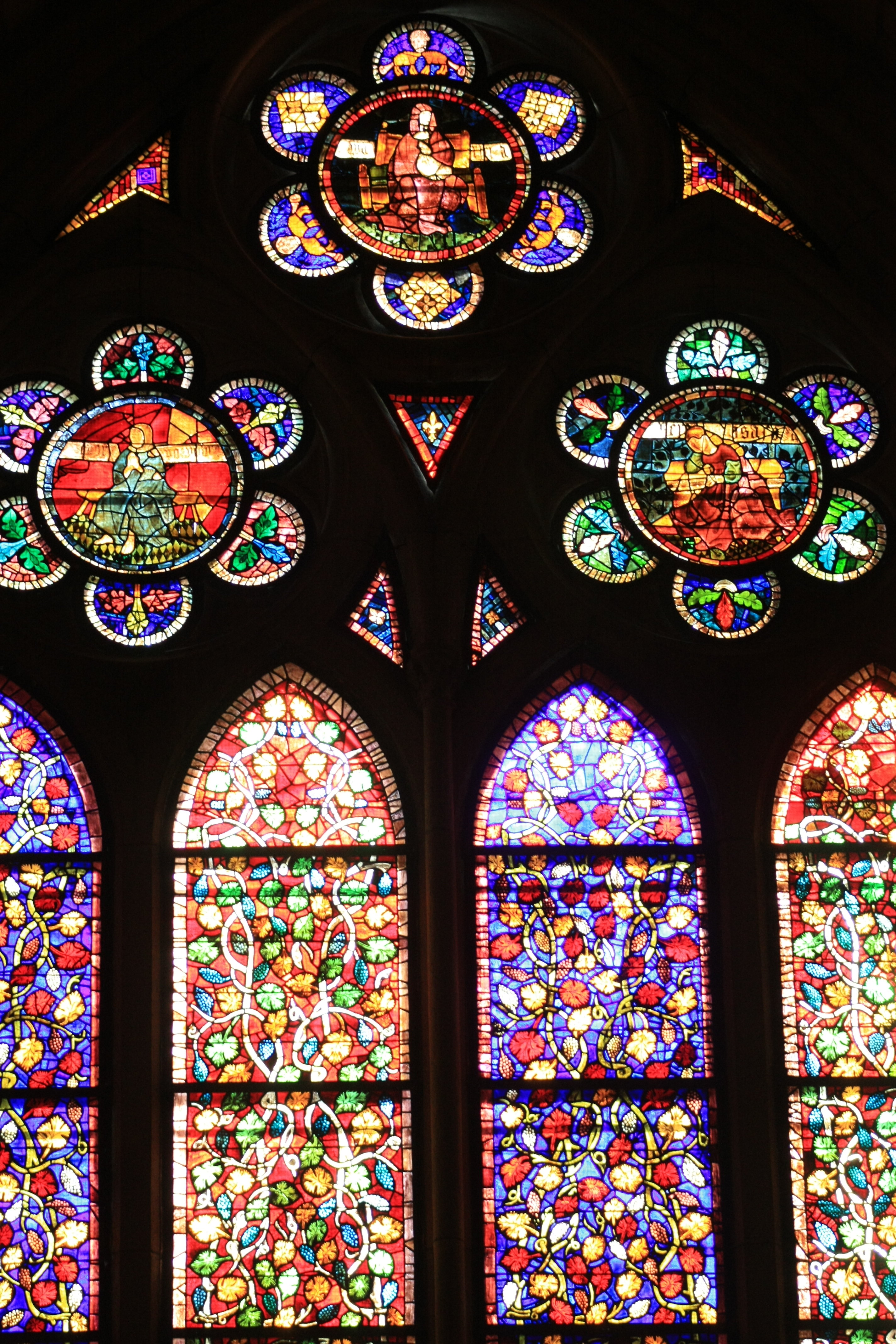
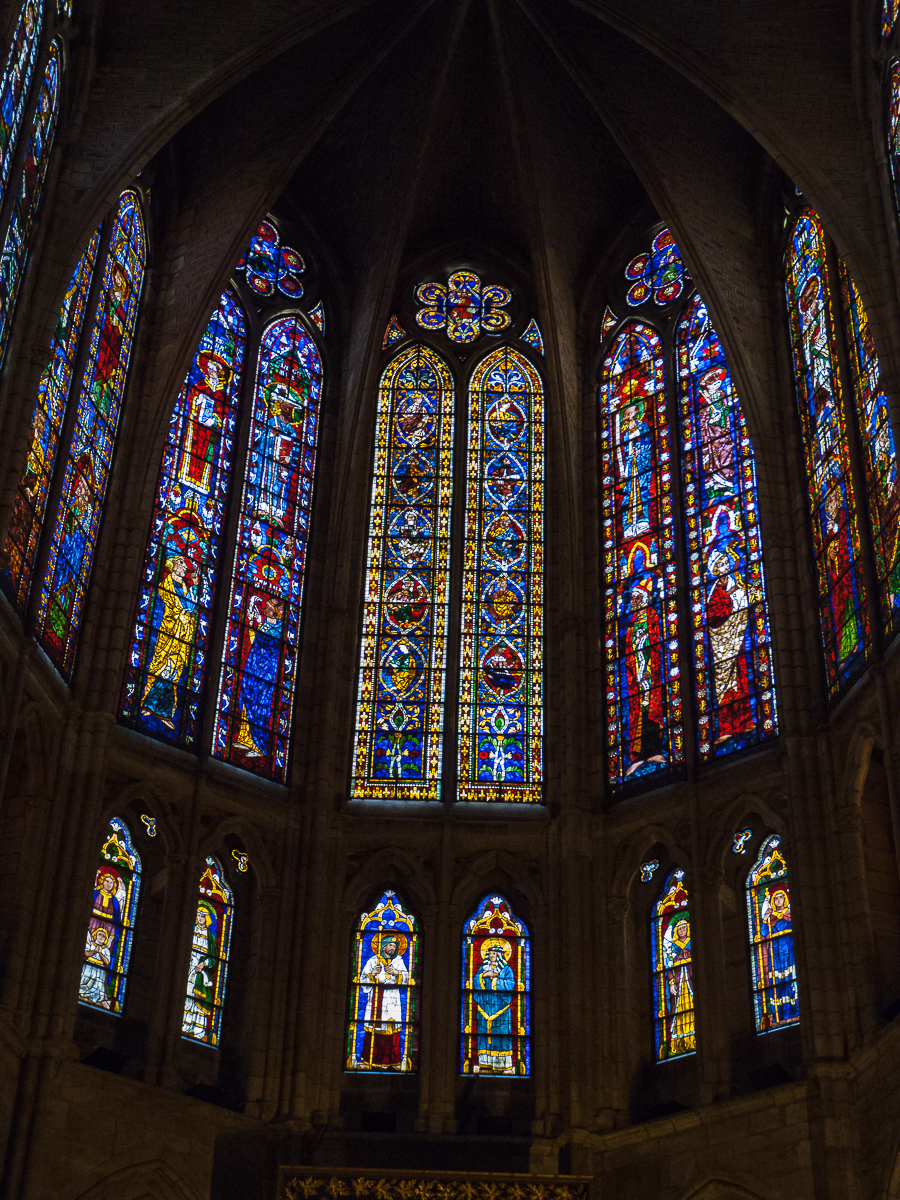
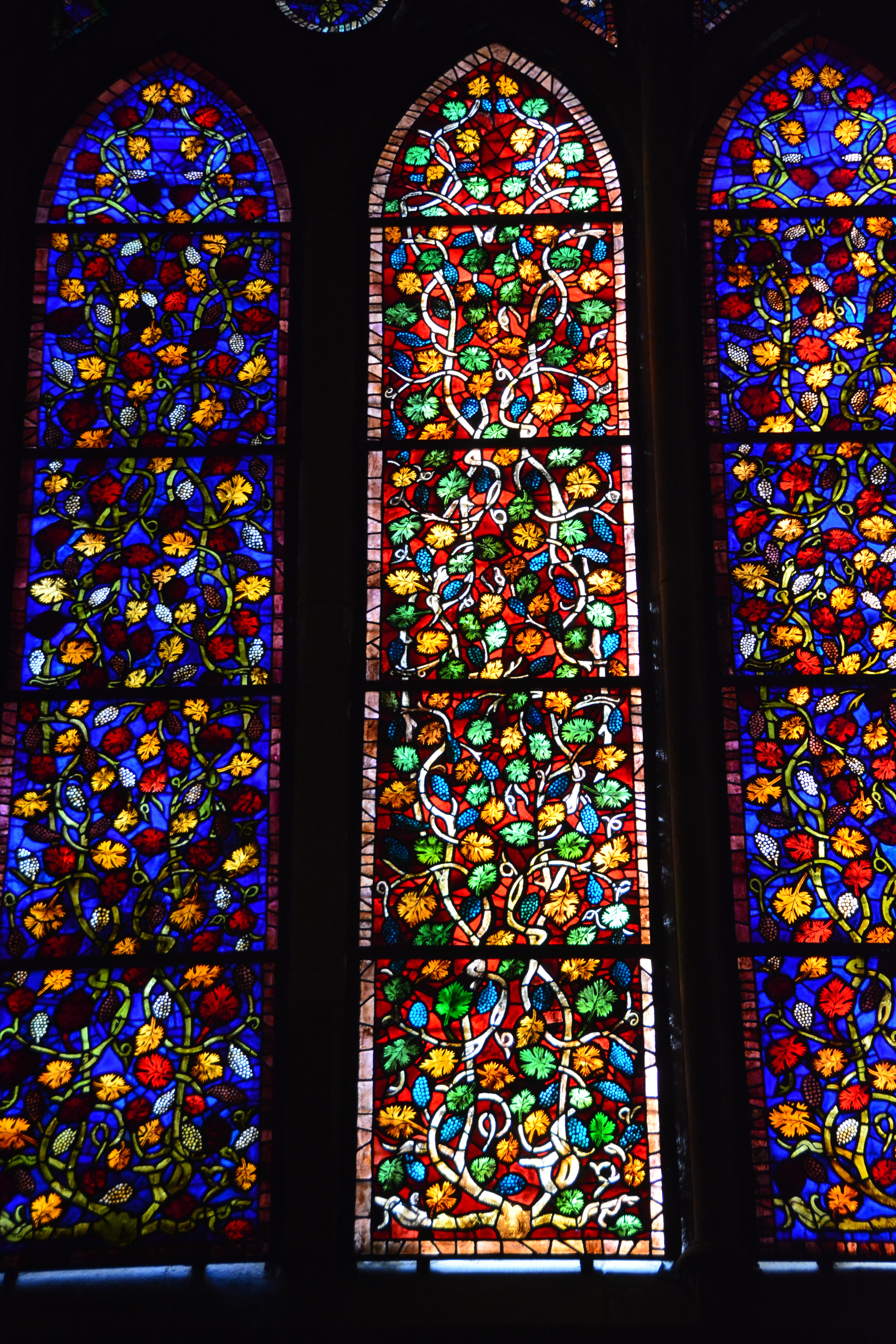

Programa iconográfico
Apesar de tudo, mantém-se o programa iconográfico original, o qual foi pensado de forma tripartida, conforme com o pensamento da sociedade medieval. As janelas altas ou clerestório apresentam cenas bíblicas que representa o céu. As janelas do meio ou trifório têm escudos nobiliárquicos e eclesiásticos, representando a nobreza. As janelas inferiores das naves laterais têm representações vegetais, representando a terra, e tarefas mundanas, representando os homens "plebeus".
No clerestório, as temáticas do lado norte são distintas das do lado sul. Neste último, mais luminoso há representações do Novo Testamento e as cores são mais quentes. No lado norte, que recebe menos luz, há cenas do Antigo Testamento em tons mais frios, que simbolizam o facto de ser uma época em que ainda não se conhecia a luz de Cristo.
Fases da construção

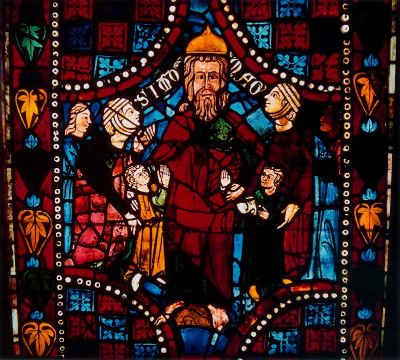
Vitral de Simão, o Mago

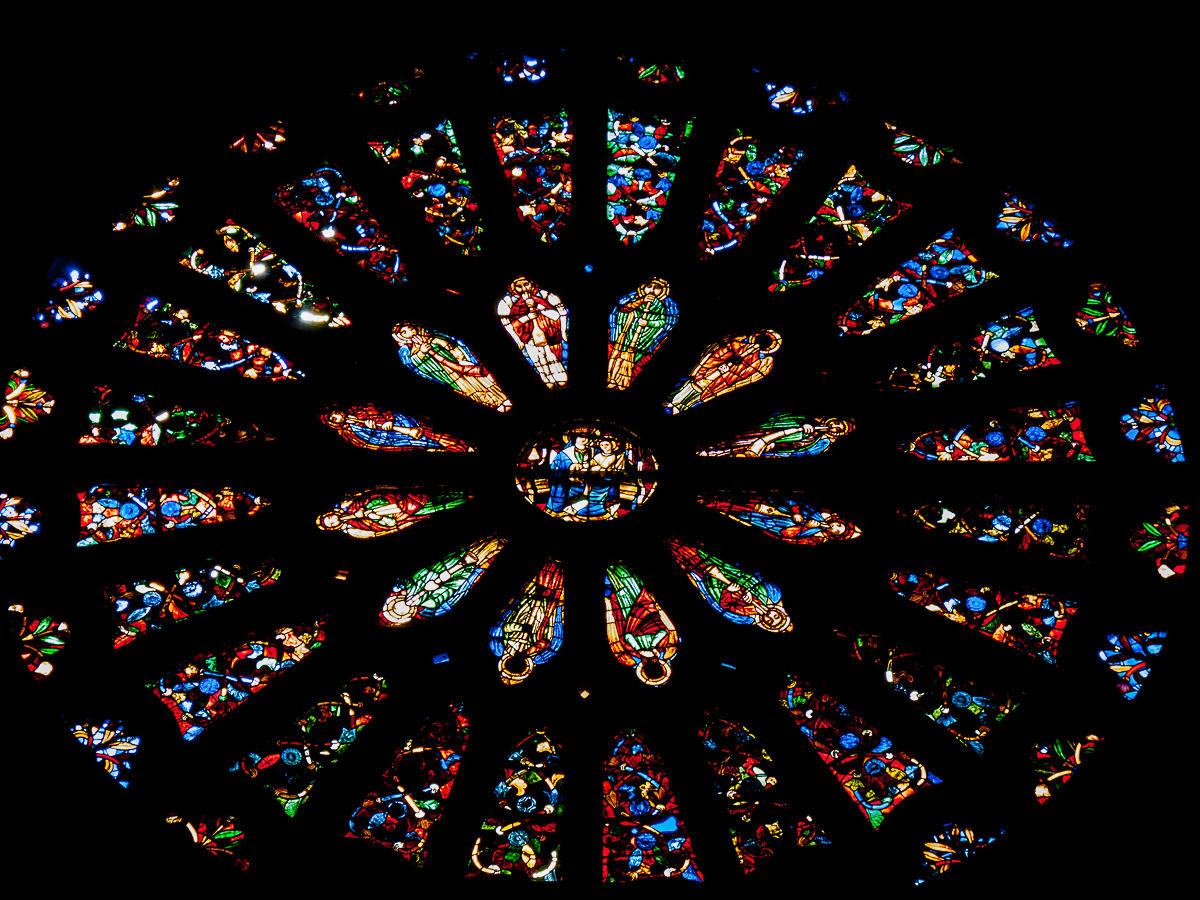
Rosácea ocidental

O estilo dos vitrais pode ser avaliado em função das épocas em que forma sendo realizados. Distinguem três fases principais. Os vitrais góticos, datados dos séculos XIII e XIV, constituem a maior parte, destacando-se principal os da parte alta. São constituídos por pequenos pedaços de vidro colorido que eram compostos e e ligados com chumbo. Os vitrais renascentistas datam da primeira metade do século XVI e têm um estilo muito diferente, tendo mais de pintura sobre vidro do que de composição. São igualmente de grande qualidade e deles destacam-se alguns das capelas da charola e os da capela de Santiago. Durante os séculos posteriores não se construíram novos vitrais, devido à decadência dessa arte; os mestres vidreiros trabalharam arduamente para manter os existentes. Durante os grandes restauros de finais do século XIX, foram adicionados vitrais neogóticos por mestres vidreiros em estilo medieval, imitando as de estilo gótico. O trabalho destes mestres foi de tal forma minucioso que é muito difícil distinguir a olho nu os feitos nesta época dos medievais. Constituem a maior parte do clerestório e das áreas inferiores dos corredores, além da rosácea sul. Na mesma época foi também levado a cabo o restauro de todos os vitrais da catedral, deteriorados ao longo dos séculos, que passou pela reconstrução dos vidros partidos ou perdidos.
Vitrais mais notáveis
Um dos vitrais mais notáveis, chamado "a caçada", possivelmente não foi feito para a catedral e provém dum palácio real. Situa-se na parede norte da nave central, na quinta janela superior a contar da base da igreja, e o seu nome alude diversos cavaleiros e homens armados prestes a caçar que nele podem ser vistos. Contém também outras cenas que representam algumas ciências, entre elas a da alquimia, uma ciência medieval que se acreditava estar relacionada com os construtores de catedrais.
Além do vitral da caçada, há outros vitrais do século XIII, mais ou menos restaurados, espalhados pelas janelas, dos quais se destacam os das rosas das janelas das capelas das absides. Igualmente digno de nota, pela sua originalidade, é o vitral de Simão, o Mago, de temática profana. Destacam-se também as representações de reis nas janelas, especialmente a de Afonso X, o Sábio, durante cujo reinado teve início a construção da catedral. As janelas mais altas do lado norte da nave central, por cima do coro, destacam-se pelo efeito espetacular dos seus brilhantes tons azuis. Os seus vitrais datam do início do século XIV.
A grande rosácea ocidental foi construída em finais do século XIII e foi bastante restaurada no século XIX. No seu centro aparece a Virgem com o Menino, rodeado por doze anjos com motivos ornamentais à sua volta. Em frente a essa rosácea, do outro lado da igreja, no centro da abside, encontra-se a  árvore de Jessé, feita na mesma época, representando a árvore genealógica de Cristo. A rosácea do lado norte é do mesmo período, embora tenha tido acréscimos a partir do século XV. No centro aparece Cristo, rodeado por doze formas de raios de luz, por sua vez rodeados por doze músicos. A rosácea do lado sul foi construída em finais do século XIX, pois a anterior tinha desaparecido devido às alterações da fachada. É uma cópia da do lado norte, em que em vez da árvore de Jessé está representada a Virgem rodeada por raios de luz e músicos.
A partir do século XVI, a arte dos vitrais entrou em decadência, transformando-se em pouco mais do que pintura em vidro. As grandes restaurações do século XIX, apesar de alguma falta de rigor, tiveram o mérito de ressuscitar temporariamente a técnica medieval da sua elaboração, até então caída no esquecimento. O efeito da luz solar nos vitrais é importante, dado que o sol nasce a leste (onde estão as janelas da abside), ilumina as naves durante o dia e põe-se a oeste (onde fica a rosácea ocidental), pelo que a incidência da luz nas janelas varia ao longo do dia. O brilho das janelas também muda conforme o clima, havendo com mais luz nos dias mais claros e menos nos dias mais escuros ou nublados.

## Cripta arqueológica da Porta Obispo

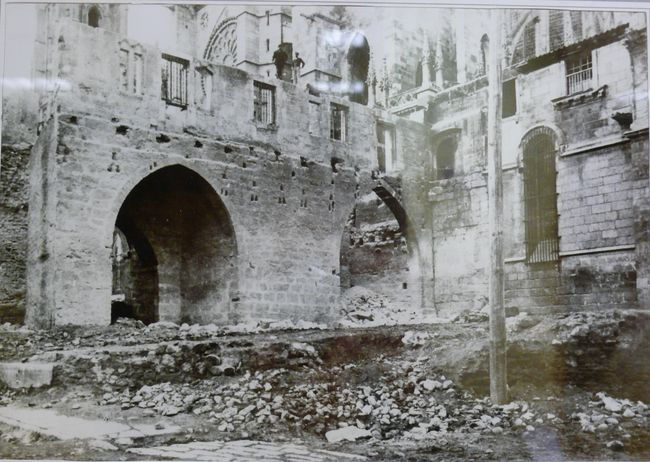
A Porta Obispo antes da sua demolição

No subsolo da atual catedral gótica há importantes vestígios arqueológicos das construções que existiram no local anteriormente, nomeadamente umas termas romanas e uma catedral românica. No interior da chamada cripta arqueológica da Porta do Bispo, situada imediatamente em frente da fachada sul, há restos importantes do acampamento da legião romana Legio VII Gemina, que foram encontrados durante as escavações realizadas em 1996, durante as obras para tornar as vizinhanças da catedral uma zona exclusivamente pedestre.

### Portas romanas

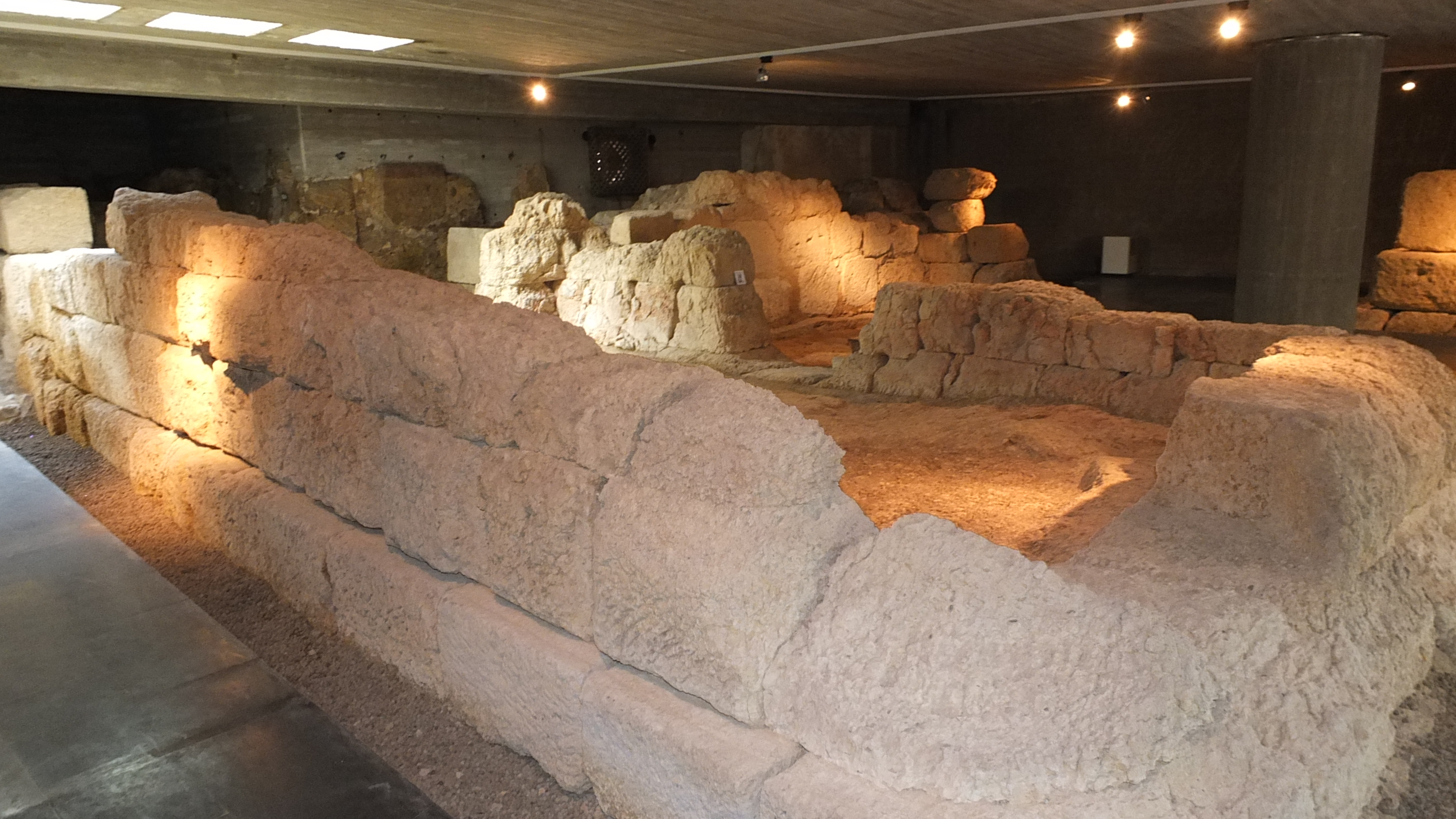
Ruínas das porta oriental do acampamento da Legio VII

A porta principalis sinistra era uma porta romana de acesso ao acampamento da Legio VII, que foi construída com grandes pedras de calcário, com 12,8 metros de comprimento e 5 metros de largura e flanqueada por duas torres retangulares. Há restos da torre mais a norte em exposição na cripta da catedral; os restos da outra torre continuam soterrados por baixo da rua. Esta entrada dava acesso ao acampamento do lado oriental. O trânsito fazia-se por duas passagem distintas, em cujos extremos se abriam arcos de meio ponto. Os extremos exteriores eram fechados por portas de madeira  de folha dupla. Uma construção semelhante, a "porta principalis dextra", existiu na extremidade contrária do acampamento, onde hoje está o Palácio dos Guzmanes. Ambas as entradas eram ligadas no interior do acampamento pela via principalis, cujo traçado foi herdado pela atual Calle Ancha. Em finais do século III ou início do século IV a porta sofreu várias modificações, como o fechamento de um dos vãos. Durante toda a Idade Média, a porta continuou a ser usada como acesso à cidade, não obstante o desaparecimento das termas e a construção de várias igrejas na zona.
Em meados do século XIII, com a construção da catedral gótica, foi construída uma porta de estilo gótico civil, erigida sobre o traçado da muralha romana. Era uma "porta-ponte", com um maciço de cantaria na parte inferior e dois vãos na parte superior. Apresentava uma vistosa galeria salpicada de janelas geminadas, já que sua função era permitir o trânsito entre paço episcopal e a catedral. Em finais do século XIV esta porta já tinha fechada, o que levou à abertura da chamada "passagem de carruagens" anexa ao paço episcopal que foi usada até à demolição em 1910-1911 de todas as construções que ocupavam a zona, com o objetivo de dar algum isolamento monumental à catedral relativamente às construções anexas.

### As termas romanas

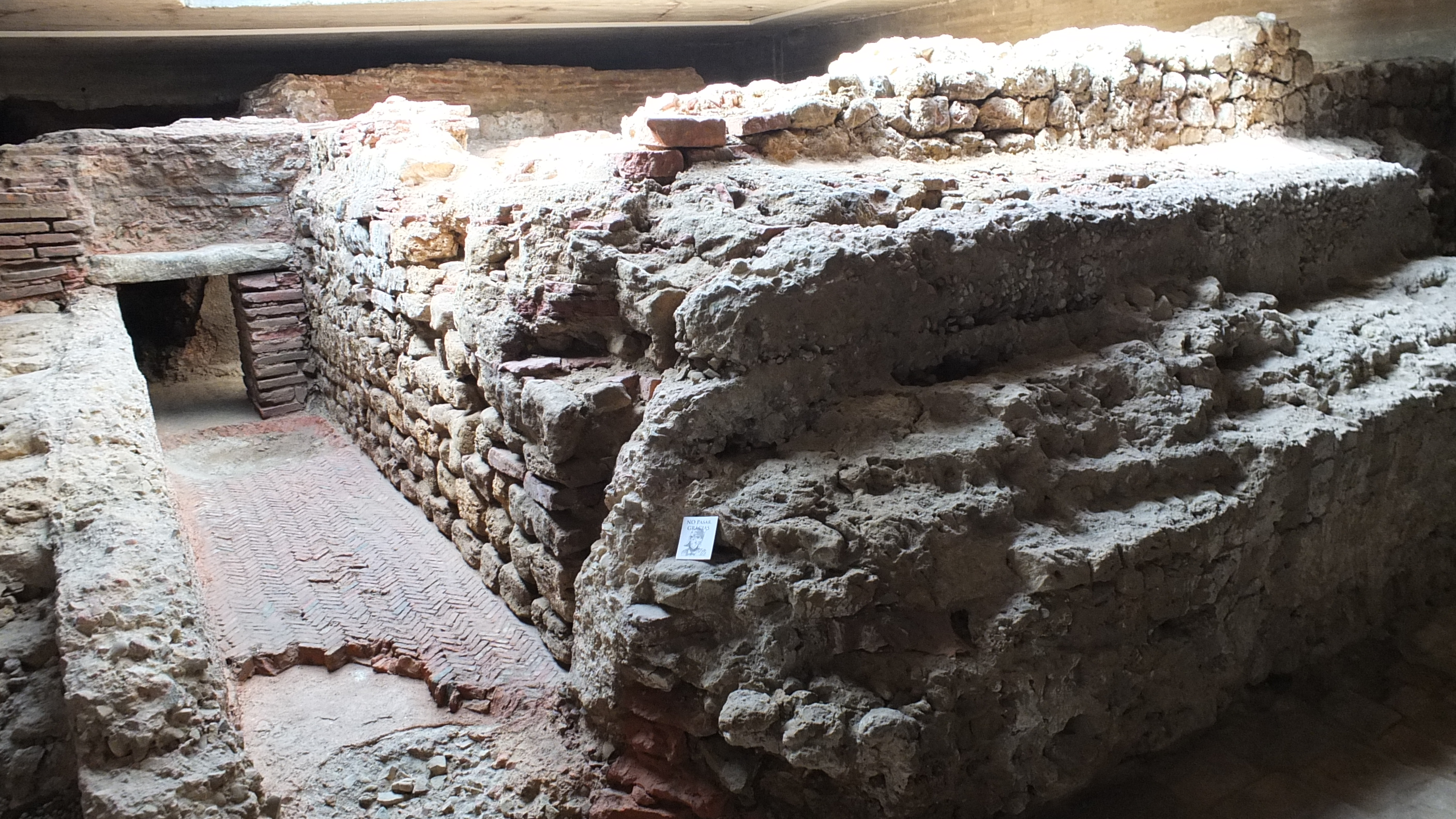
Ruínas das termas romanas da Legio VII Gemina

O primeiro edifício que surgia no interior do acampamento após passar pelas portas, à direita da vía pricipalis, eram as grandes termas da Legio VII Gemina. Pelas suas grandes proporções pensa-se que devem ter ocupado grande parte da área hoje ocupada pela catedral e inclusivamente uma boa parte da Praça de Regla. Segundo o arqueólogo García Marcos, se as termas leonesas forem similares às da Britânia e da Germânia, supõe-se que teriam uma basílica thermarum ou zona dedicada a exercícios de ginástica , com um, duas ou três naves, em substituição da palestra (ao ar livre). A basílica thermarum estaria situada na zona sul da catedral (entre o lado sul e o gradeamento). Ao contrário de outros hipocaustos romanos, o que se encontra no lado norte do templo gótico tem abóbadas de aresta e paredes inteiramente feitas de tijolo e não de pedra. Ángel Morillo, professor da Universidade Complutense de Madrid e um dos maiores especialistas em arqueologia romana na Espanha, descobriu na cripta da Porta Obispo peças relacionadas com o culto de Mercúrio. Pode afirmar-se com seguranças que o complexo termal sobre o qual assenta a catedral teve em tempos um ninfeu (santuário dedicado ao culto das ninfas e outras divindades curativas).
Os primeiros restos das termas foram descobertos em meados do século XIX debaixo da catedral durante as obras de restauração que estavam a decorrer. Debaixo do pórtico da fachada principal sabe-se da existência de três espaços sobre o hipocausto, através de desenhos feitos pelo arquiteto que fez o achado, Demetrio de los Ríos.
Também associadas ao complexo termal estão os restos das latrinas, que estão conservadas na cripta arqueológica e que ocupavam uma das esquinas dos banhos. Esta área passou por profundas reformas ao longo da sua longa existência. Inicialmente existia um reservatório de água de forma retangular, a que correspondem as paredes de  betão hidráulico do exterior e o pavimento de pequenos tijolos colocados em espinha de peixe (opus spicatum). As reformas posteriores levaram à construção de paredes de alvenaria e tijolos, configurando latrinas das quais se conservam os canais pelos quais corriam as águas residuais, que iam dar a uma pequeno esgoto por onde eram evacuadas para fora do acampamento.
Teoriza-se que a construção inicial das termas seja do século II d.C., com base numa inscrição dedicada ao imperador Antonino Pio (r. 138–161) num tijolo descoberto no local. As escavações na Porta Obispo, além de atestarem esta datação, determinaram que as termas ainda eram usadas no século IV, qeu na construção foi aproveitada uma estrutura anterior, possivelmente uma piscina ou um tanque, e perceber os limites leste e sul dessa importante construção.
O tamanho e a qualidade da construção das termas dos legionários levaram o rei Ordonho I das Astúrias a ali construir o seu palácio depois de conquistar Leão aos muçulmanos em 856. Mais tarde, em 916, a área foi doada pelo rei Ordonho II para a construção da igreja episcopal de Santa Maria, usando uma parte do antigo edifício romano como panteão real, o qual foi transferido poucas décadas depois para a Igreja de São Salvador de Palat del Rey por Ramiro II.
Existem outros vestígios das termas romanas e antiga catedral românica sob a catedral atual. Na parte norte encontra-se a chamada cripta de Menéndez Pidal, descoberta por este historiador e não aberta ao público, que corresponderia ao caldário, que foi usada como câmara mortuária na Idade Média, e onde há cinco túmulos.

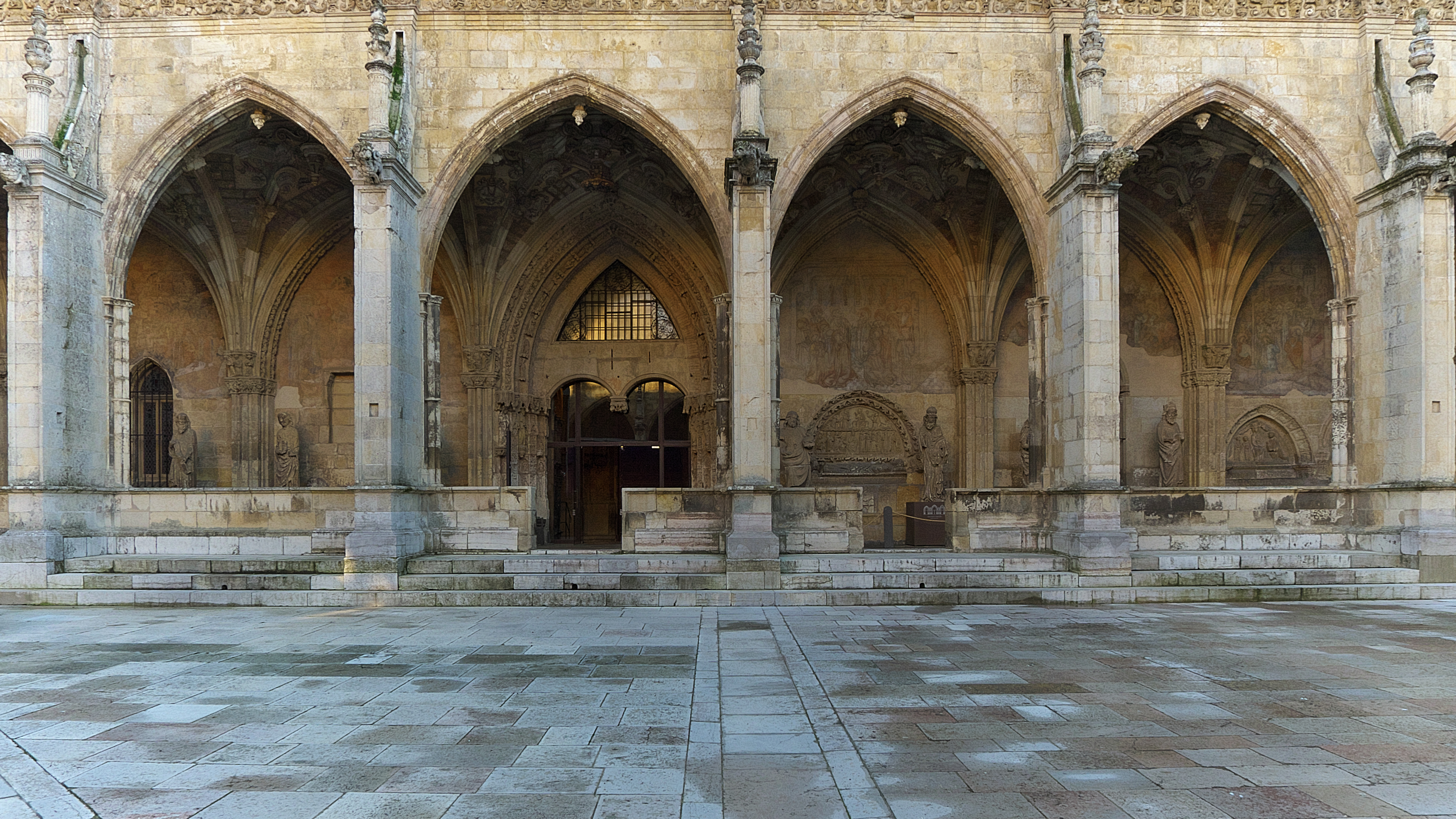
Pórtico da fachada sul
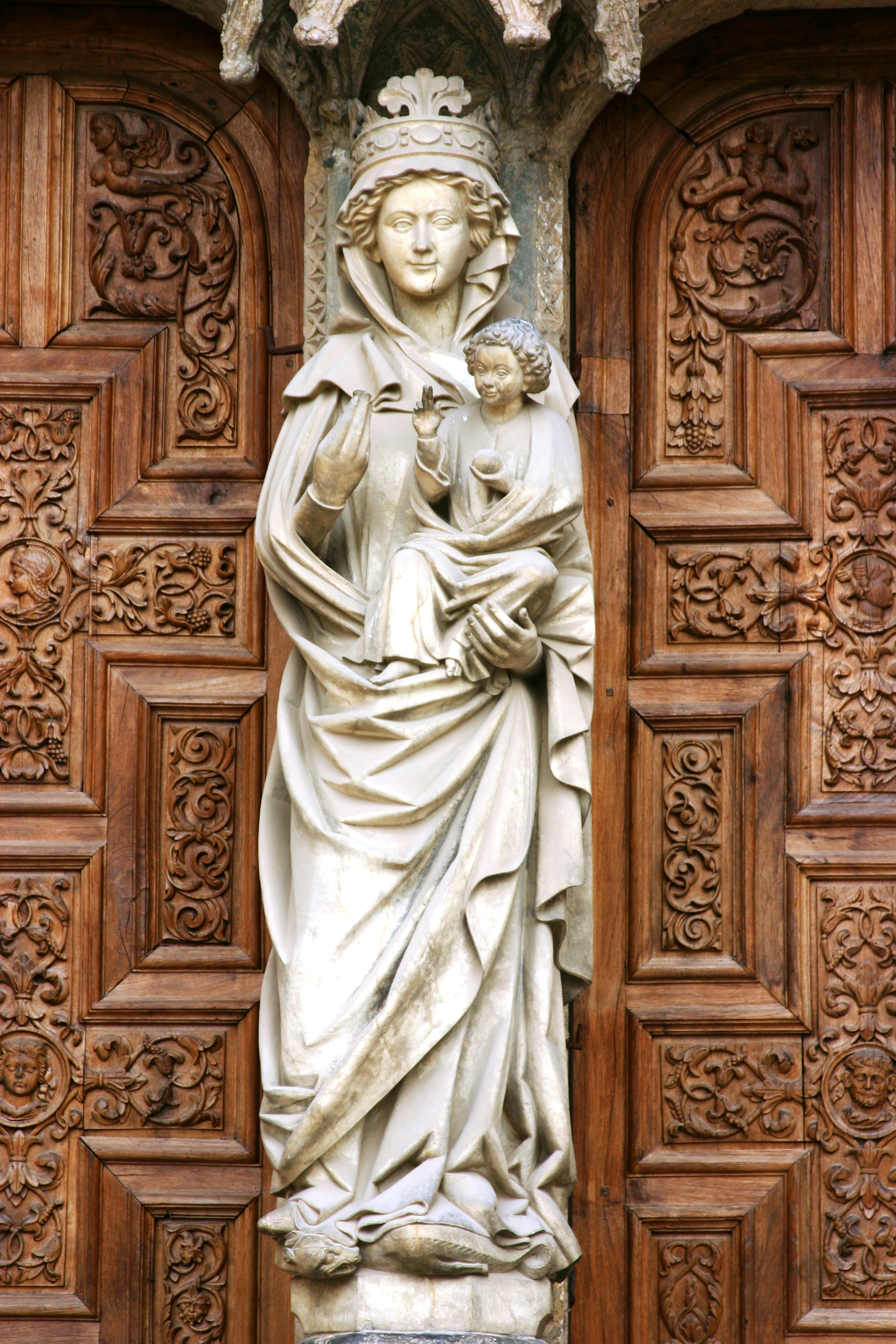
Porta do Juízo Final [x]
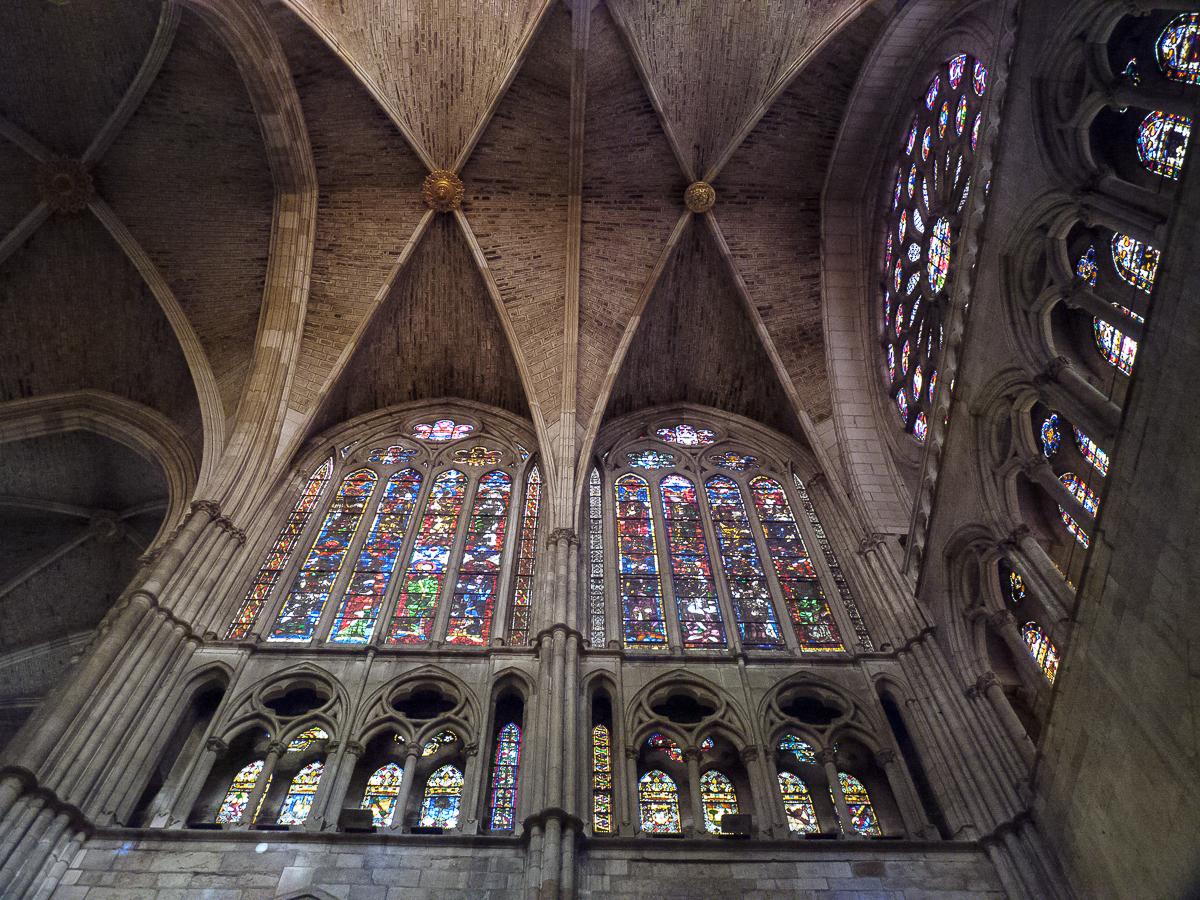
Abóbadas ogivais e vitrais no interior
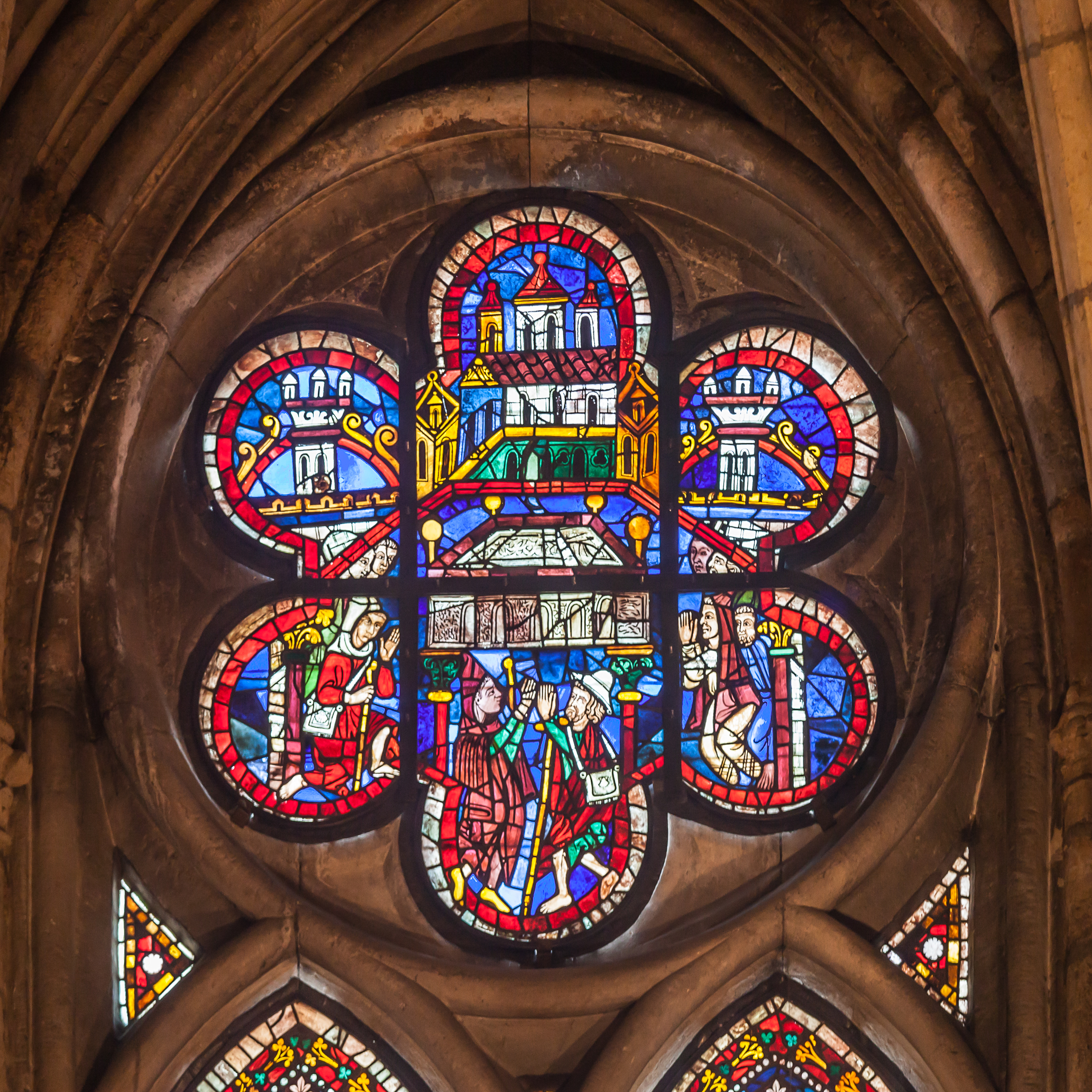
Rosácea

[x] ^ Virgem Branca na Porta do Juízo Final da fachada ocidental.